# Licorne
Vous lisez un « article de qualité » labellisé en 2018.
Cette page contient des caractères spéciaux ou non latins. S’ils s’affichent mal (▯, ?, etc.), consultez la page d’aide Unicode.
Pour les articles homonymes, voir Licorne (homonymie).
La licorne, parfois nommée unicorne, est une créature légendaire à corne unique. Son origine, controversée, résulte de multiples influences, en particulier de descriptions d'animaux tels que le rhinocéros et l'antilope, issues de récits d'explorateurs. Les premières représentations attestées d'animaux unicornes remontent à la civilisation de l'Indus. Le récit sanskrit d'Ekashringa et les routes commerciales pourraient avoir joué un rôle dans leur diffusion vers le Proche-Orient.
Connue dans l'Occident chrétien depuis l'Antiquité grecque par des récits de voyageurs en Perse et en Inde, sous le nom de « monocéros », la licorne occidentale se distingue de ses consœurs asiatiques par son apparence, son symbolisme et son histoire. Sous l'influence du Physiologus, les bestiaires occidentaux et leurs miniatures la décrivent comme un animal sylvestre très féroce, symbole de pureté et de grâce, attiré par l'odeur de la virginité. Le récit de sa chasse, durant laquelle une jeune fille vierge aide les chasseurs à la capturer, se diffuse dans tout l'Occident chrétien ainsi qu'une partie du monde musulman. La représentation physique de la licorne occidentale se fixe entre le cheval et la chèvre blanche à la fin du Moyen Âge. Elle se voit dotée d'un corps équin, d'une barbiche de bouc, de sabots fendus, et surtout d'une longue corne au milieu du front, droite, spiralée et pointue, qui constitue sa principale caractéristique, comme dans la série de tapisseries La Dame à la licorne.
La licorne devient l'animal imaginaire le plus important de l'Occident chrétien depuis le Moyen Âge jusqu'à la fin de la Renaissance. La croyance en son existence est omniprésente, grâce au commerce de sa « corne » et à sa présence dans certaines traductions de la Bible. Des objets présentés comme d'authentiques « cornes de licorne » s'échangent, et sont crédités du pouvoir de purifier les liquides des poisons et de guérir la plupart des maladies. Peu à peu, ces objets sont identifiés comme des dents de narval, un mammifère marin arctique. L'existence de la licorne reste toutefois discutée jusqu'au milieu du XIXe siècle. De tous temps, cette bête légendaire intéresse des théologiens, médecins, naturalistes, poètes, gens de lettres, ésotéristes, alchimistes, psychologues, historiens et symbolistes. Son aspect symbolique, très riche, l'associe à la dualité de l'être humain, la recherche spirituelle, l'expérience du divin, la femme vierge, l'amour et la protection. Carl Gustav Jung lui consacre une quarantaine de pages dans Psychologie et Alchimie.
La licorne figure depuis la fin du XIXe siècle parmi les créatures typiques des récits de fantasy et de féerie, grâce à des œuvres comme De l'autre côté du miroir de Lewis Carroll, La Dernière Licorne de Peter S. Beagle, Legend de Ridley Scott, ou encore Unico d'Osamu Tezuka. Son imagerie moderne s'éloigne de l'héritage médiéval, pour devenir celle d'un grand cheval blanc « magique », avec une corne unique au milieu du front. Son association récente à des univers fictifs, tels que, entre autres, My Little Pony, lui donne une image plus mièvre. Elle est souvent prétexte à des parodies dans la culture populaire, entre autres à travers le culte de la Licorne rose invisible.

## Étymologie et terminologie
D'après l'Académie française, le substantif féminin licorne est un emprunt à l'italien l'alicorno, avec agglutination et coupure fautive de l'article défini élidé,, (l'al- > lal- > la l-). Le dictionnaire Le Robert soutient cette même théorie, le nom « licorne » étant vraisemblablement un emprunt du XIVe siècle à l'italien, lui-même forme altérée du latin chrétien unicornis.
Une autre théorie, plus ancienne (attestée à partir de 1694), voulait que le latin unicornis ait pu donner directement le mot « licorne », après suppression de la lettre « u », et transformation du « n » en « l ». En effet, l'emploi d' « unicorne » est attesté dans la langue française avant la généralisation de « licorne », notamment dans une chanson médiévale de Thibaut de Champagne.
Selon la linguiste Henriette Walter, le mot « licorne » proviendrait de deux erreurs successives : la prononciation « unicorne », sous l'influence du latin et du mot anglais unicorn, a fait croire qu'il s'agit d'« une icorne », avec l'article indéfini, d'où l'icorne avec l'article défini, ce qui a donné « licorne ». Mais d'après l'Académie française, c'est le nom anglais qui est un emprunt à l'ancien français « unicorne », et non l'inverse.
Le latin unicornis, signifiant « à une seule corne » (de unus, « une », et cornu, « corne »), est la traduction littérale de μονόκερως (monokeros) en grec ancien, de même sens.
De nombreuses créatures issues de légendes et de récits d'explorateurs sont nommées ou surnommées « licorne », leur seul point commun étant la description d'une corne unique. C'est le cas du qilin chinois, plus connu au Japon sous le nom de kirin, de l’indrik russe, du re'em de la Bible, du tragelaphus d'Aristote, du Karkadann et du Shâdhavâr perses, du καρτάζωνος (Kartazonos) de Claude Élien (dérivé d'après Odell Shepard du sanskrit « Kartajan », signifiant « seigneur du désert »), du camphruch et du pirassouppi d'André Thevet. Après sa découverte, le mammifère marin à l'origine du commerce des « cornes de licorne » en occident, le narval, acquiert le surnom de « licorne de mer ». Le narval étant perçu comme la version aquatique de l'animal terrestre légendaire, ce surnom perdure. L’Elasmotherium, un grand rhinocerotidae éteint vu comme une origine possible des licornes asiatiques, est surnommé la « licorne géante ».

## Origines

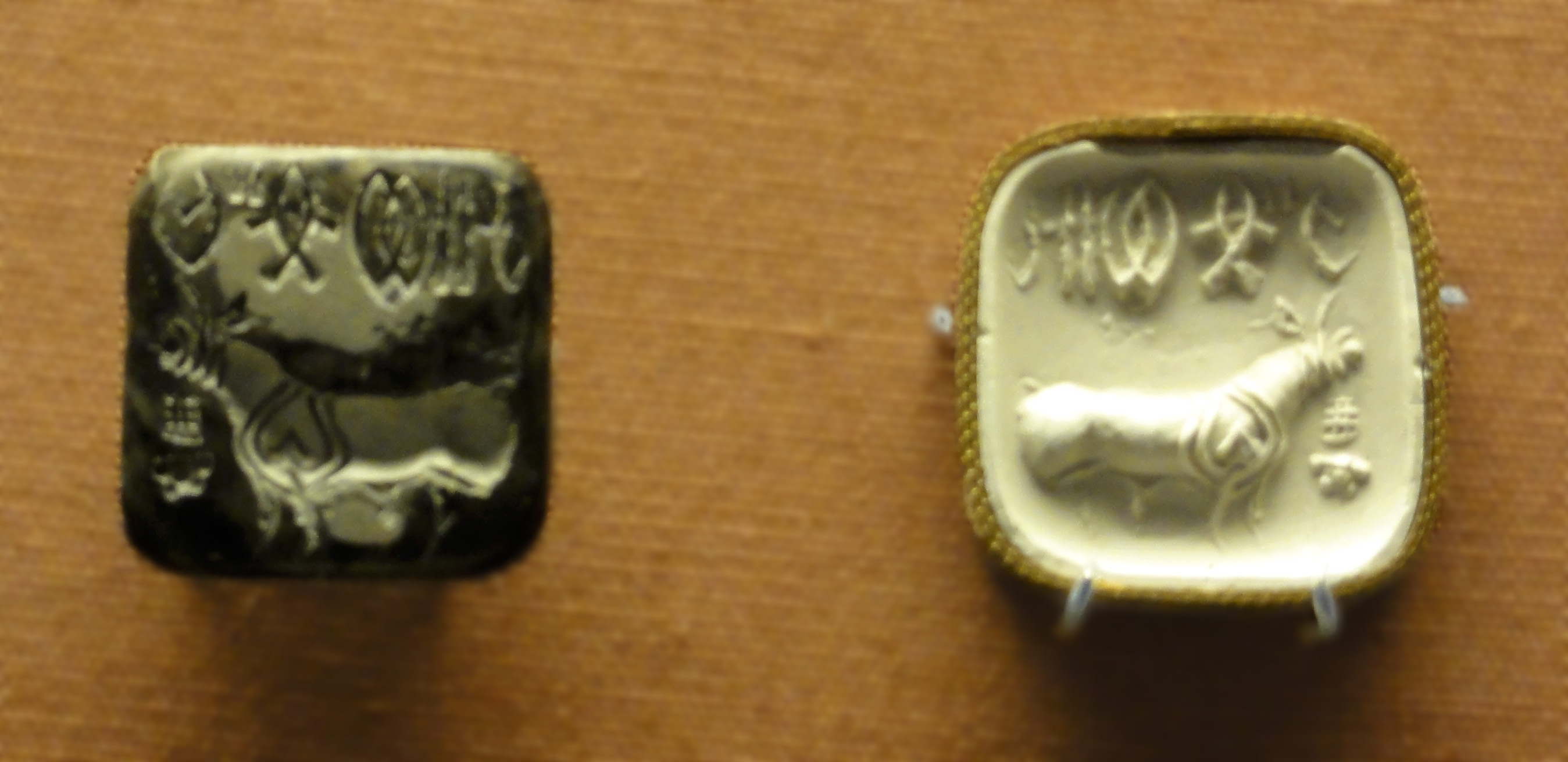
Sceau de la vallée de l'Indus avec animal unicorne,
v. 2500-2000 av. J.-C., British Museum.

La licorne fascine le monde occidental depuis des siècles. Les légendes et représentations universelles d'animaux à corne unique, en orient comme en occident, et surtout la dimension mystique et ésotérique de la licorne, portée par des « artistes, conteurs et rêveurs » enclins à la méditation, sont source de mystère et d'inspiration. Les œuvres qui mettent en scène une licorne possèdent souvent une forte charge symbolique, à l'image des tapisseries et des bestiaires du Moyen Âge. Les hypothèses concernant ses origines se révèlent plus ou moins sérieuses, à tel point que le professeur et poète américain Odell Shepard suggère avec humour dans son ouvrage The Lore of the Unicorn, publié en 1930, qu'elle doit provenir de l'Atlantide ou des montagnes de la Lune.
Un débat concerne l'influence des créatures unicornes asiatiques, peut-être connues depuis la préhistoire, sur la licorne occidentale dont l'image s'est forgée au Moyen Âge. La théorie d'une influence orientale est défendue par le psychanalyste et érudit Carl Gustav Jung (dans Psychologie et Alchimie), par l'historien d'art Richard Ettinghausen, par l'essayiste et tibétologue Francesca-Yvonne Caroutch, par l'écrivain Roger Caillois, et par quelques études mettant en lien récits et représentations orientales et occidentales. Cette théorie est réfutée, entre autres, par Odell Shepard, par le théologien français Jean-Pierre Jossua (qui juge les parallèles indiens et chinois effectués par Jung et Caillois peu crédibles) et par la thèse de doctorat en sciences sociales de Bruno Faidutti. D'après ce dernier, les travaux de Carl Gustav Jung ont entraîné une tendance au syncrétisme, et donc l'attribution du nom de « licorne » à des créatures distinctes.

### Origine orientale

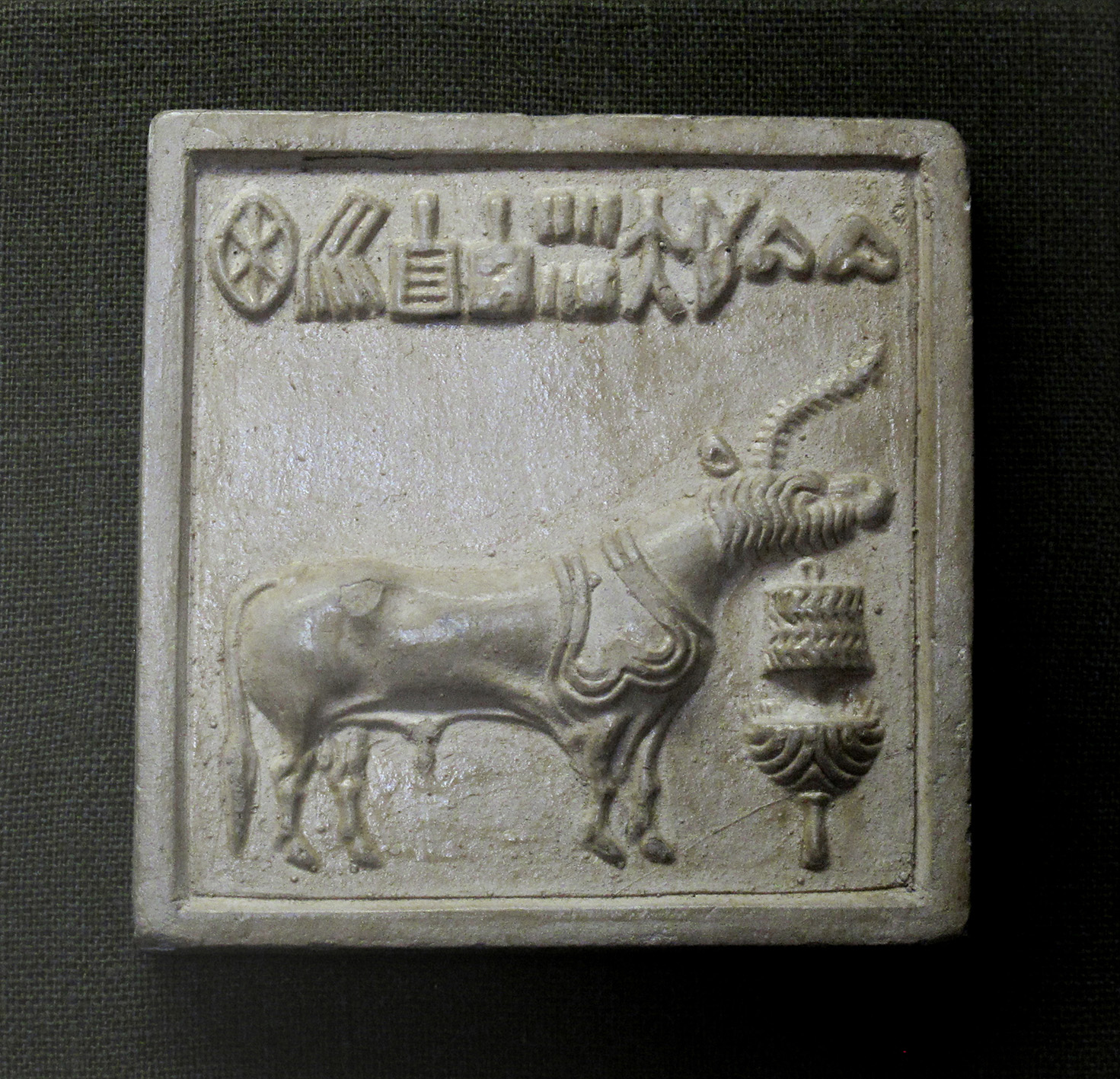
Empreinte de sceau de la vallée de l'Indus, Chhatrapati Shivaji Maharaj Vastu Sangrahalaya (anciennement Prince of Wales Museum), Mumbai.

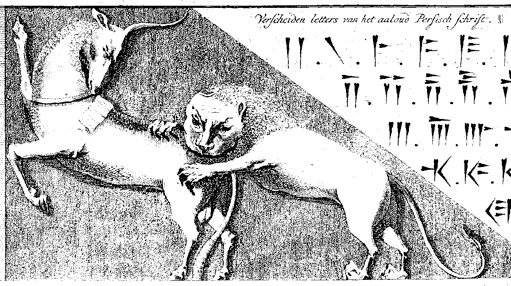
Combat d'un lion et d'un animal unicorne sur un bas-relief des ruines de Persépolis. Gravure du livre de l’explorateur Carstens Niebuhr : Voyage en Arabie et en d’autres pays circonvoisins, Amsterdam, 1779.

L'existence de représentations d'animaux à corne unique dans la civilisation de l'Indus est source de controverses au moins depuis la fin du XIXe siècle. La plus ancienne image connue d'un animal unicorne (en 2013) provient du Nord de la vallée de l'Indus. Daté d'environ 2600 av. J.-C., son profil ne correspond à aucun animal à cornes connu dans la région (tel que le buffle ou le rhinocéros). Ce motif est retrouvé sur 700 ans, disparaissant vers 1900 av. J.-C.. Il remplit une fonction symbolique. Il n'existe pas de preuves qu'il se soit transmis ensuite en Asie de l'Ouest ou au Tibet, mais l'archéologue Jonathan Mark Kenoyer postule qu'il ait pu se transmettre physiquement au Proche-Orient à la faveur des voyages de marchands, et influencer des légendes en Asie occidentale.
Selon Francesca-Yvonne Caroutch, la licorne est connue en Asie dès la période pré-bouddhique. Intégrée à la mythologie chinoise sous le nom de Qilin,, elle serait mentionnée dans les Annales de Bambou, et deviendrait un symbole cosmique dans la civilisation mésopotamienne, de fécondité et de fertilité dans la civilisation indo-aryenne. Elle serait présente dans d'anciennes cosmogonies et des textes religieux et philosophiques aussi bien chinois qu'indiens ou perses, notamment en Himalaya, Mésopotamie, et Crète préhellénique. Elle cite des créatures unicornes dans le Bundahishn, l’Atharva-Véda, l’épopée de Gilgamesh, le Rāmāyana et le Mahâbhârata de l'Inde Antique.
Jonathan Mark Kenoyer estime qu'il n'existe aucune preuve d'une connexion directe entre ces exemples de créatures unicornes dans l'espace asiatique. Certains liens entre animaux unicornes indiens et licorne occidentale reposent sur des erreurs de traduction ou des biais, à l'image de l'expression Khaggavisāṇa en pāli, traduite par « semblable à la corne du rhinocéros », mais révisée (2014) par « semblable au rhinocéros ». Une peinture rupestre représentant un bovin dans une grotte de Paphlagonie a parfois été interprétée à tort comme celle d'une licorne, en raison de la présence d'un trait qui servait plus vraisemblablement de guide de tracé. Certains bas-relief perses représentant un bœuf vu de profil (avec une seule corne visible) ont pu jouer un rôle dans la diffusion de la légende de la licorne : Ettinghausen estime que ces représentations ont influencé l'image du Karkadann perse, expliquant ainsi les représentations et mentions d'animaux unicornes dans le monde arabe médiéval. Il ajoute que la « position stratégique » du monde musulman par rapport à l'Inde, à la Chine, et à l'Occident chrétien, a favorisé la diffusion de la légende de la licorne. Pour lui, les représentations d'animaux unicornes dans le monde arabe sont d'origine indienne, l'Inde étant l'origine la plus vraisemblable pour le motif du combat entre le rhinocéros et l'éléphant.
Le conte indien de l'« ermite cornu », ou « Ekasringa », littérature sanskrite issue des Jātaka (récits des vies antérieures du Bouddha) et du Mahâbhârata, met en scène un ermite solitaire appelé Ekashringa, ce qui signifie « Corne unique ». Il conte le périple d'un mystique méditant et vivant dans la forêt, parmi les animaux. En buvant à la même source qu'une antilope divine, il donne naissance à un enfant doté d'une corne unique sur la tête et de pouvoirs surnaturels. Ce conte est souvent cité pour son influence sur la licorne occidentale : certains éléments se retrouveraient dans les croyances perses, elles-mêmes à l'origine des récits gréco-romains concernant le monocéros,. Ettinghausen estime aussi que ce conte a influencé les érudits arabes. D'après Caroutch, différentes versions existent au Japon, en Chine, en Inde et en Perse. Le conte d'Ekashringa aurait, toujours d'après Caroutch, forgé après de nombreux remaniements la légende de l'apparition merveilleuse d'un animal portant une corne unique en ivoire, qui ne peut être capturé que par une jeune fille.

### Origine occidentale

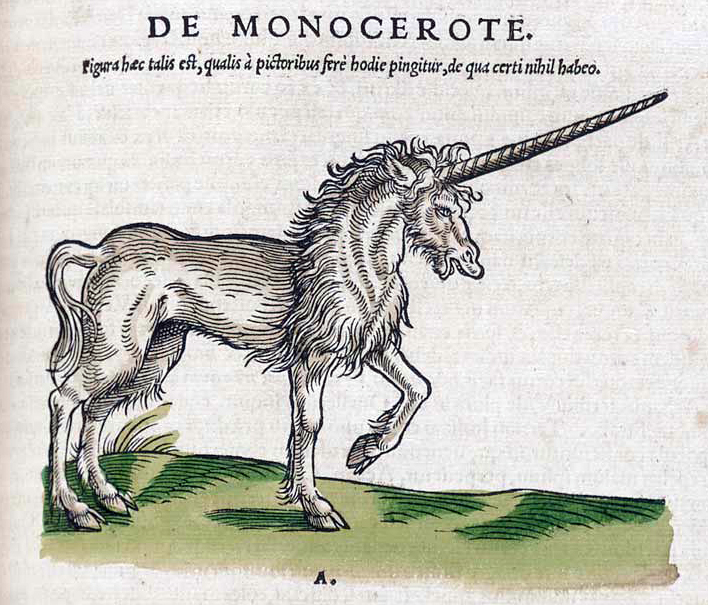
De Monocerote (de la licorne), gravure dans Historiae Animalium par Conrad Gessner, 1551.

Odell Shepard souligne la difficulté à remonter l'histoire de la licorne occidentale au-delà des récits de Ctésias, au IVe siècle av. J.-C.. Au crédit d'une origine préhistorique, l'une des peintures naturalistes de la grotte de Lascaux avait été qualifiée de « licorne » en raison de deux traits rectilignes évoquant une corne sur son front. Il s'agit vraisemblablement de la reproduction déformée d'un lynx.
Les observations mal comprises d'animaux réels expliquent en grande partie les multiples descriptions de la licorne occidentale, mais l'histoire de cette créature se révèle longue et complexe, notamment en raison de sa symbolique. Création du haut Moyen Âge, la licorne occidentale est une chimère. Elle ne provient pas de la mythologie gréco-romaine ni d'une religion puisqu'elle ne présente aucun lien avec la création du monde, les gestes héroïques, ou la fondation d'une ville. Elle naît d'un mélange entre traditions orales et écrites, récits de voyage (depuis Ctésias au VIe siècle av. J.-C. jusqu'au XIXe siècle) et descriptions des naturalistes. Pour Bruno Faidutti, son origine est à rechercher dans les premiers bestiaires inspirés du Physiologus et dans les textes gréco-romains, eux-mêmes issus d'observation d'animaux exotiques. D'après Odell Shepard, la légende de la licorne occidentale est issue du mélange entre la description de Ctésias, qui en a fait un animal féroce ne pouvant être chassé par des techniques conventionnelles et le récit de sa capture par une vierge dans le Physiologus.

### Animaux réels aux sources de la légende

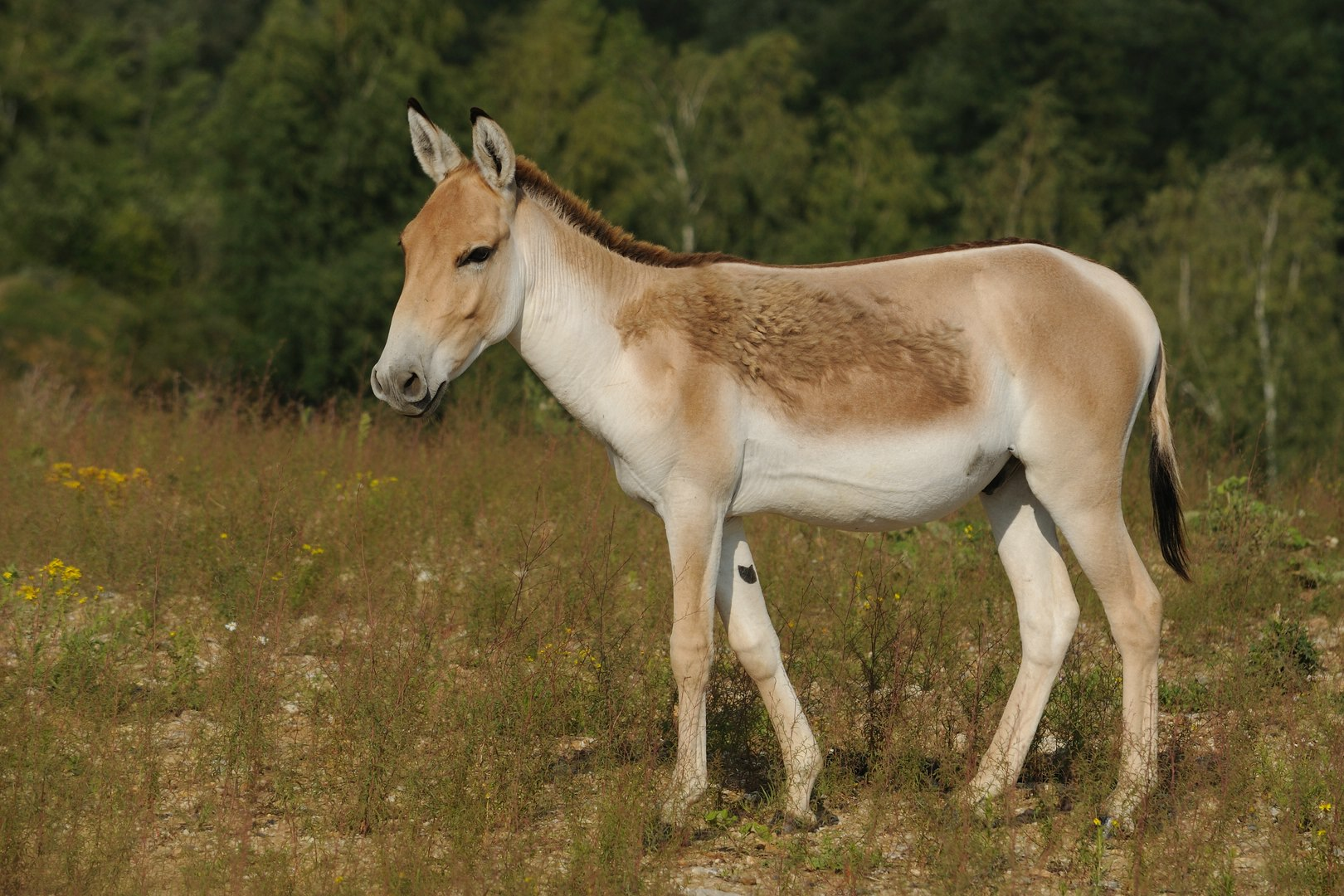
Ctésias décrit l'Hémione, un âne sauvage asiatique, comme ayant une corne unique.

Il est fréquent, pour les explorateurs, de confondre des animaux connus avec une créature à corne unique. Pour Odell Shepard, le monocéros, de Ctésias mélange des récits sur le rhinocéros indien, dont la corne est traditionnellement créditée de propriétés thérapeutiques, sur l'onagre (ou âne sauvage), réputé dans l'Antiquité pour sa vitesse et sa combativité (cité par exemple dans l'Anabase de Xénophon), et sur l'antilope du Tibet. La découverte de la survie jusqu'à une époque relativement récente de certaines espèces disparues de rhinocéros laineux comme ceux du genre Elasmotherium laisse à penser que ce genre d'animaux a aussi pu influencer la légende (soit de leur vivant, soit par leurs squelettes imposants).

#### Narval

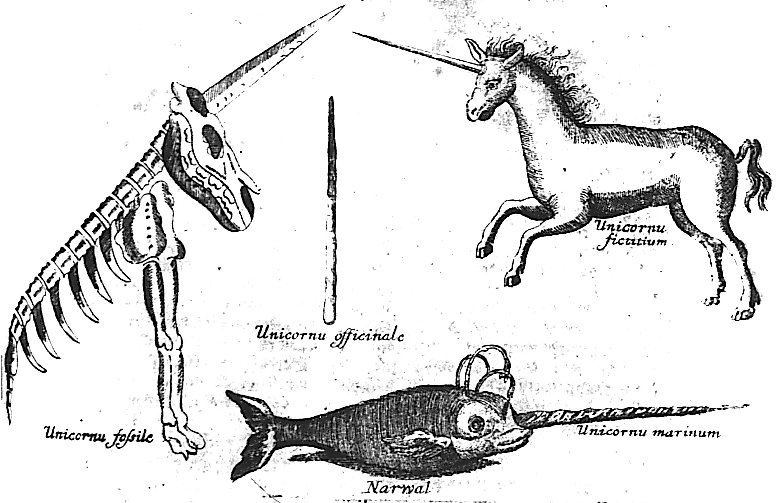
Licorne, narval et licorne fossile comparés dans le Museum Museorum, en 1704.

Le narval a joué, bien malgré lui, un rôle central dans la longue croyance en la licorne occidentale. La grande dent unique et spiralée de ce mammifère marin s'est longtemps vendue comme « corne de licorne » en Europe, depuis la fin du Moyen Âge jusqu'à la Renaissance, en particulier au XVIe siècle, fournissant une preuve matérielle de l'existence de l'animal légendaire. La première mention d'un narval cornu figure dans l’Atlas Minor, un ouvrage savant daté de 1607. Une autre description détaillée du narval paraît en 1645 grâce à Thomas Bartholin, mais sans faire de lien entre « licorne de mer » et licorne terrestre.
En 1704, un dessin du Museum Museorum de Michael Bernhard Valentini, première étude des collections d’Europe, compare l'objet alors vendu comme « corne de licorne » médicinale (unicornu officinale), une représentation de narval (unicornu marinum), un squelette reconstitué de « licorne fossile » (probablement un Elasmotherium) et une représentation équine de la licorne, titrée unicornu fictium,. La défense du narval reste longtemps considérée comme une corne et non comme une dent, probablement en raison du refus de la dissymétrie énoncé par Carl von Linné dans son Systema naturae. Le narval est depuis nommé la « licorne de mer ». Il est admis à partir du XVIIIe siècle que la plupart des « cornes de licorne » vendues comme antidote sont en réalité des dents de narval. La découverte du narval fait s'effondrer le cours des « cornes de licorne » et met fin à leur commerce, mais la croyance en l'existence de la licorne perdure, même chez certains érudits, jusqu'au milieu du XIXe siècle.

#### Rhinocéros etElasmotherium

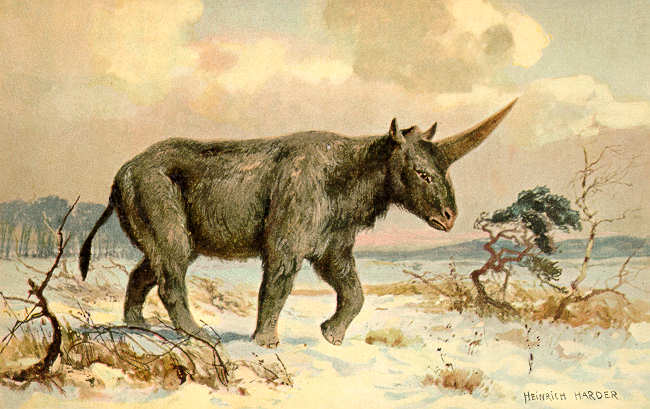
Reconstitution d'un elasmotherium par Heinrich Harder (1858-1935).

La confusion entre la licorne et le rhinocéros est fréquente, particulièrement dans l'Antiquité et au Moyen Âge, en raison d'erreurs de traduction à partir du latin. Le rhinocéros indien, plus petit que l'africain, est le seul animal terrestre existant à posséder une seule corne, avec le rhinocéros de Java. L'animal décrit par Pline l'Ancien au Ier siècle s'en rapproche. Par ailleurs, des rhinocéros sont vus à Rome dès le Ier siècle av. J.-C. Les Étymologies d'Isidore de Séville, au VIe siècle, sont une source de confusion avec le rhinocéros, puisque l'auteur décrit la capture du monocéros avec l'aide d'une vierge, ainsi qu'un combat furieux face à l'éléphant.
Par contre Le Livre de Marco Polo (1298) décrit un rhinocéros de Sumatra, qu'il appelle unicorne mais en précisant que cette bête n'a rien à voir avec la licorne :

« Ils ont éléphants assez, et unicornes aussi qui ne sont guère (moins) grandes qu'un éléphant et ont le poil pareil au buffle et les pieds comme éléphant et ont une corne au milieu du front, noire, moult grosse, et ne font nul mal avec la corne mais avec la langue ; car elles ont la langue moult épineuse de grandes et longues épines, et si ont la tête semblable au sanglier et portent toujours la tête inclinée vers terre. Elles demeurent volontiers autour de lacs et marécage. C'est une bête moult laide à voir et n'est pas telle comme nous disons ici, qu'elle se prend au giron d'une pucelle vierge. »

Ulisse Aldrovandi ne voit aucune erreur dans cette description de Marco Polo : « Quant au monocéros de Paul de Venise (Marco Polo), je pense que personne ne pourra me reprocher d’y voir un rhinocéros. En effet, ils se ressemblent assez, d’après les marques qu’il en donne : sa taille proche de celle de l’éléphant, bien sûr, mais aussi sa laideur, sa lenteur, et sa tête porcine, caractéristiques qui décrivent bien le rhinocéros ». La corne des rhinocéros est réputée posséder des propriétés médicinales, tout comme celle de la licorne. Cette confusion est fréquente, en particulier chez les érudits qui écrivent de faux récits de voyages en s'inspirant des sources de l'antiquité classique.
Il existe aussi un groupe d'animaux éteints, le genre Elasmotherium, dont les espèces étaient des sortes d'énormes rhinocéros eurasiens natifs des steppes jusqu'à la fin du Pléistocène, et présents en Europe et en Russie. Parfois surnommé « licorne géante », ce type d'animal possédait une très grande corne unique au milieu de la tête, généralement située entre les yeux. Selon Willy Ley, la description de cet animal pourrait s'être transmise oralement dans certaines légendes russes ; des restes fossilisés pourraient aussi avoir alimenté la légende (comme les fossiles de dinosaures pour les dragons). Le témoignage d'un voyageur arabe du Xe siècle, Ibn Fadlân, laisse à supposer la survie d’Elasmotherium pendant les temps historiques, puisque sa description correspond au karkadann de la Perse, et à la licorne zhi de la Chine. L'extinction d'Elasmotherium pourrait être plus récente qu'on ne l'avait précédemment supposé,, bien que la datation de cette extinction à 30 000 ans dans le passé reste controversée.
Le Rhinocéros laineux pourrait pour sa part avoir disparu il y a seulement 8 000 ans, cependant il portait deux cornes, au niveau du nez (à la manière du rhinocéros blanc actuel).

#### Antilopes

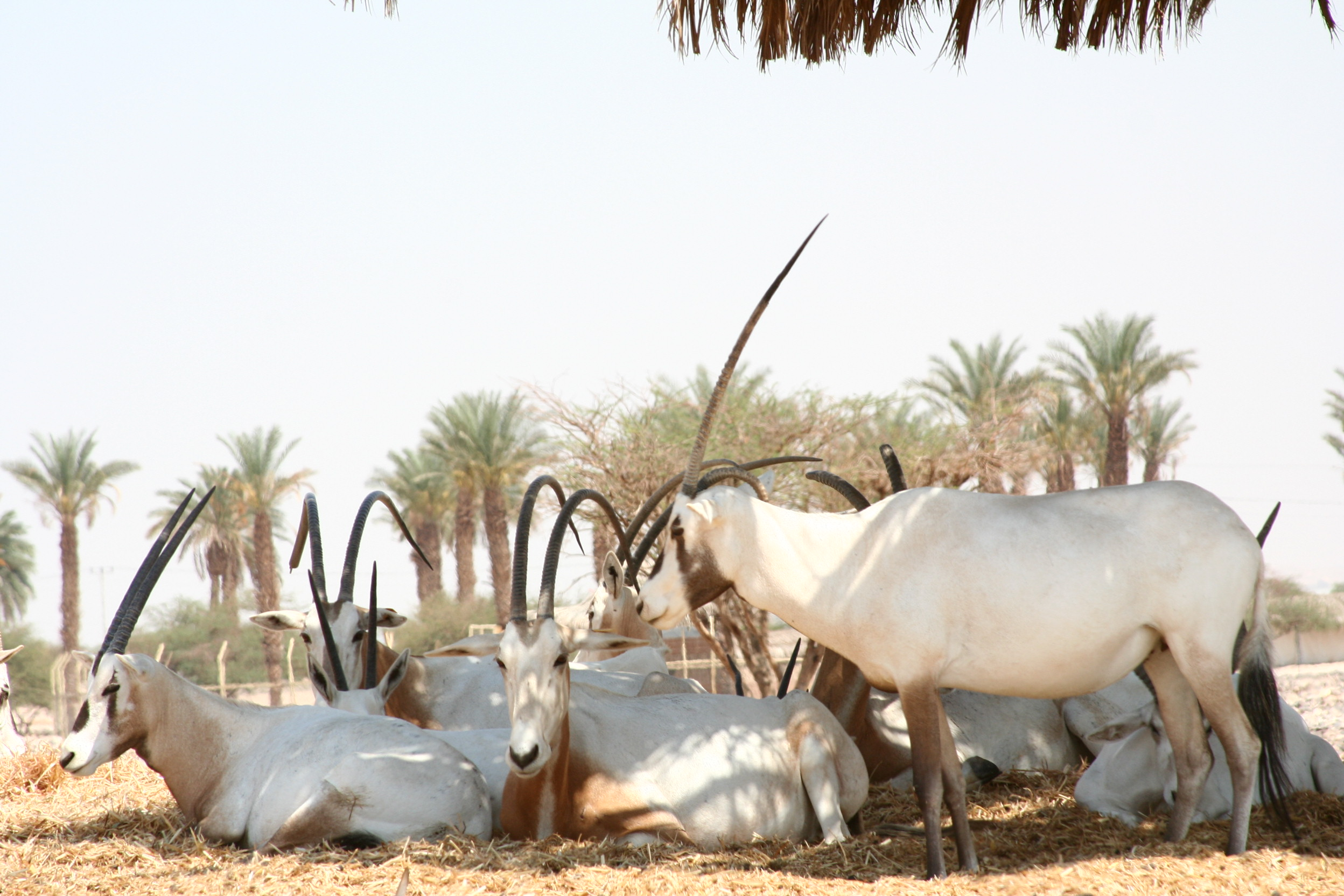
Oryx d'Arabie avec une seule corne visible.

Diverses variétés d'antilopes, dont l'oryx et l'éland, peuvent avoir contribué à propager la légende de la licorne, notamment par le commerce de leurs cornes, attesté au Tibet avec l'antilope locale. Claude Élien fait référence à ce type d'animaux en décrivant une corne noire et annelée chez le monocéros. L'oryx d'Arabie, antilope blanche portant deux longues cornes minces pointées vers l'arrière, ressemble à un cheval unicorne vu de côté et à distance. Aristote lui attribue une seule corne dans son Histoire des animaux, ainsi que Pline l'Ancien, dans son Histoire naturelle (livre XI, chapitre CVI).

#### Mammifères vivants avec une corne ou un bois

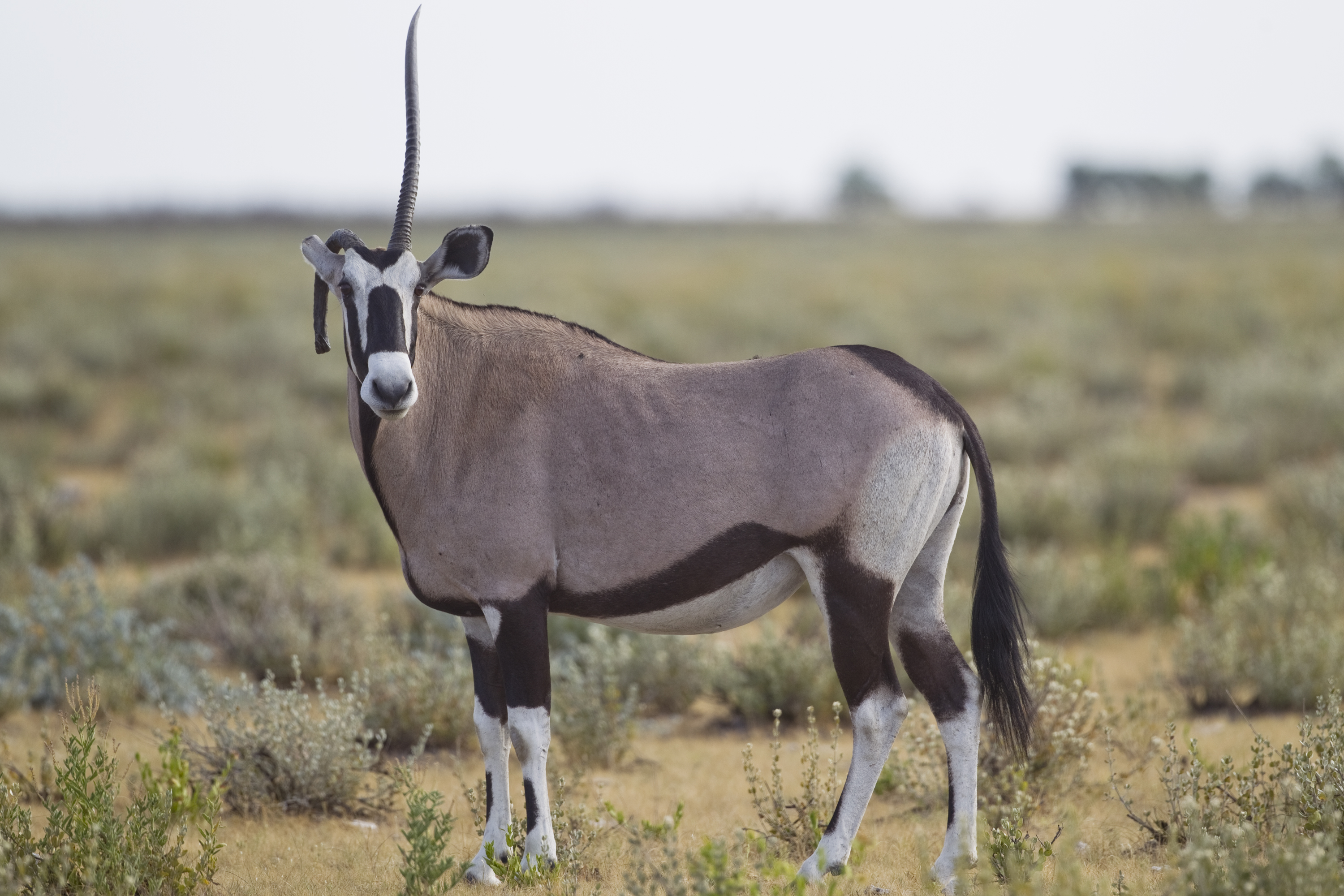
Oryx égyptien avec une corne déformée.

Il arrive qu'une seule des deux cornes d'un mammifère se développe. Les deux cornes peuvent aussi se mêler et fusionner, ce qui donne l’impression que l’animal n’en porte qu’une. Quelques animaux à corne unique sont bien attestés. Naturels mais rarissimes, ils ne constituent pas une espèce, leurs cas relevant de la tératologie. Ces cas sont documentés depuis l'Antiquité. F. Y. Caroutch cite notamment le bélier de Périclès :

« Un jour, dit-on, on apporta à Périclès, de son domaine rural, la tête d’un bélier qui n’avait qu’une corne. Quand le devin Lampon vit cette corne qui avait poussé, solide et vigoureuse, au milieu du front de la bête, il déclara : « Le pouvoir des deux partis qui divisent la cité, celui de Thucydide et celui de Périclès, passera entre les mains d’un seul homme, celui chez qui ce prodige est apparu. » Anaxagore, lui, fit ouvrir le crâne et montra que le cerveau n’avait pas occupé toute sa place : il avait pris la forme allongée d’un œuf et avait glissé de toute la boîte crânienne vers l’endroit précis où la corne s’enracinait. »

— Plutarque, Vie de Périclès
Le devin Lampon interprète ce présage comme la victoire du parti de Périclès sur celui de Thucydide, mais le philosophe Anaxagore dissèque le crâne et montre qu'il s'agit d'une malformation. Ces cas restent connus de nos jours, puisque le Centre des sciences naturelles de Prato, en Italie, abrite depuis 2007 un chevreuil doté d'un bois unique au milieu du front : le directeur du parc a déclaré à cette occasion que ce type de naissance pourrait être à l'origine de la légende de la licorne, même si les maladies qui la provoquent comme l'Holoproencéphalie ne permettent généralement pas la survie de l'animal jusqu'à l'âge adulte.

### Créations artificielles

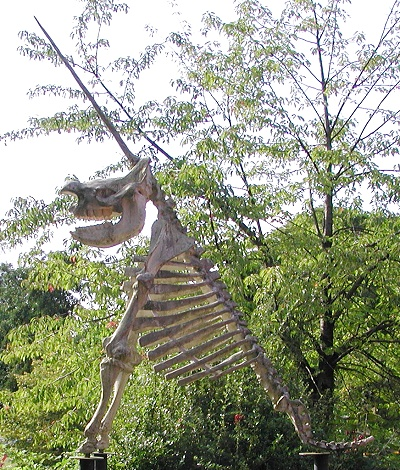
Plastique d'un "squelette de licorne" basé sur la description d'un os trouvé par Otto von Guericke, exposé à l'entrée du zoo d'Osnabrück en Allemagne.

La création artificielle de mammifères dotés d'une corne ou d'un bois unique a pu jouer un rôle dans la croyance en la licorne. Cependant, Bruno Faidutti réfute que ces cas aient pu avoir une influence réelle sur la construction de son image. Des cas de « licornes » créées artificiellement sont documentés tant en Occident qu'en Orient, ou en Afrique. Au contraire de la licorne occidentale, les licornes artificielles asiatiques sont, à l'origine, des chèvres angora dont les cornes sont liées par le fer et le feu. Cette corne artificielle est courte, ressemblant à deux chandelles tressées. Cette pratique a depuis disparu, en raison de sa cruauté envers les animaux.
En Occident, le cas le plus connu de « licorne artificielle » est celui d'os fossiles déterrés à Einhornhöhle (dans le massif du Harz, en Allemagne). Ces ossements sont décrits par le maire de Magdebourg, Otto von Guericke, comme une licorne en 1663. Cette prétendue licorne, assemblage hétéroclite d'un crâne de rhinocéros laineux et d'os de mammouth sur lesquels est fixée une défense de narval, n'a que deux jambes. Le squelette est examiné par Gottfried Wilhelm Leibniz, qui a douté de l'existence de la licorne et l'atteste dans une publication de 1690, lui apportant de la notoriété. Il est cependant vite considéré comme un canular.
Beaucoup plus récemment, en 1982, les cornes d'un bouc nommé Lancelot sont modifiées artificiellement pour n'en former qu'une. Il est présenté comme « une licorne vivante » dans plusieurs cirques américains. Ses créateurs s'attribuent la redécouverte d'une technique perdue. Face aux protestations de militants des droits animaliers, ils finissent par retirer l'animal. Un autre bouc aux cornes modifiées apparaît dans un bar à thème de Washington en 2006.

## Description
Les « licornes » occidentales et asiatiques diffèrent par leur description, leur seule caractéristique commune étant la présence d'une corne unique, qui est la plus importante caractéristique de la licorne.

### Licornes occidentales
[…] une cavale prodigieuse, blanche de robe, ressemblant à la haquenée des demoiselles.

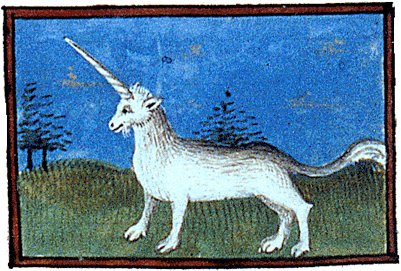
Licorne dans un manuscrit du Livre des propriétés des choses de Barthélemy l'Anglais, au début du XVe siècle. BNF, Fr.22532, f.310v.

D'après Bruno Faidutti, la licorne occidentale « eut une âme avant d'avoir un corps », son sens symbolique (pureté féminine) ayant précédé la relative uniformisation de son apparence physique (couleur blanche, apparence de petit cheval, longue corne spiralée et droite). Roger Caillois la décrit comme une alliance entre la fine monture des damoiselles et la corne du narval, qui trône parmi les trésors royaux. Les auteurs grecs ne représentaient pas visuellement le monocéros, source d'inspiration des bestiaires médiévaux. La généralisation de la forme à la fois caprine et chevaline et de la couleur blanche dans les représentations artistiques résultent du symbolisme et des allégories attribués à la licorne au Moyen Âge. La robe blanche de cette licorne qui acquiert du cheval sa taille et sa noblesse s'impose pour un animal symbole de pureté et de modestie.
La licorne n'a pas toujours été décrite comme un animal pacifique : son attirance pour les jeunes filles vierges et son attribut phallique peuvent aussi en faire un symbole viril, soutenu par la violence contenue parfois attestée chez cet animal, qui selon certains auteurs n'hésite pas à tuer la jeune fille qui cherche à l'approcher si elle n'est pas vierge.
Le problème des différences de description de la licorne dans le monde occidental se pose dès l'Antiquité, où l'on relève jusqu'à sept animaux « unicornes » : le rhinocéros, l'âne sauvage, le « bœuf indien », l'oryx, le bison, le « cheval indien » et le monocéros proprement dit. Barthelemy l'Anglais (XIIIe siècle) remarque cette disparité :

« Certaines ont un corps de cheval, une tête de cerf, une queue de sanglier, et ont une corne noire (…) On les appelle souvent monocéros ou monoceron. Une autre variété de licornes est appelée églisseron, c’est-à-dire chèvre cornue. Elle est grande et haute comme un cheval, mais semblable à un chevreuil ; sa corne est blanche et très pointue (…) Une autre espèce de licorne est semblable à un bœuf, tachée de taches blanches ; sa corne est noire et brune, et elle charge son adversaire comme le fait un taureau »

— Barthélemy l'Anglais, Livre des propriétés des choses (Début XIIIe siècle).
Les différences dans les descriptions de licornes fournies par les explorateurs de la Renaissance conduisent soit à réfuter son existence, soit à supposer de multiples espèces. La corne unique n'est pas toujours le point commun entre tous ces animaux, puisqu'il existe aussi des mentions de licornes à deux cornes. Au milieu du XVIe siècle, des récits d'explorateurs mentionnent également des licornes aquatiques, telles que le Pirassouppi et le Camphruch.

### Licornes orientales

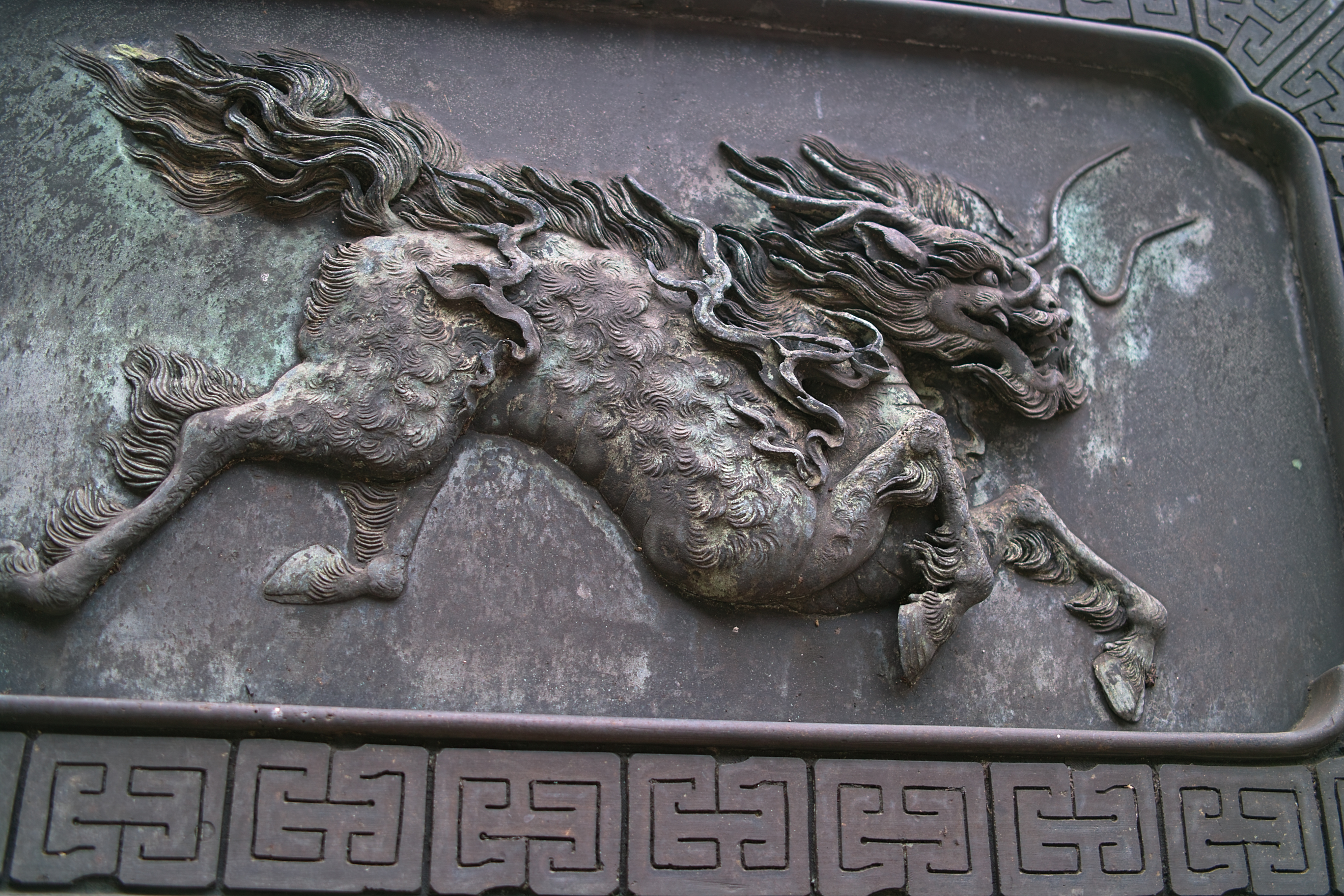
Bas-relief japonais d'un Kirin. Yasukuni-jinja, Tokyo.

Le Karkadann (de Kargadan, perse : كرگدن « seigneur du désert »), animal unicorne de Perse dont la description physique est extrêmement variable et dont le nom signifie « rhinocéros », est nommé entre autres dans les Mille et une Nuits, et mentionné par Ibn Battuta. Comme la licorne occidentale, sa chasse est réputée dangereuse. Il peut être capturé, et fait l'objet de représentations de combats féroces contre d'autres animaux, en particulier l'éléphant (aux XIIIe et XIVe siècles). Sa corne a divers usages médicinaux, et est très précieuse.
Le qilin, surnommé « licorne asiatique », est souvent représenté dans l'art ancien comme un reptile à queue de bœuf proche du cerf, portant deux cornes recouvertes de fourrure sur le front, parfois une seule dans les textes. Sa symbolique est très positive, puisqu'il représente l'arrivée des grands sages, notamment par son association à Confucius. Symbole de perspicacité, il est traditionnellement représenté dans les tribunaux chinois du système impérial sur la tenture séparant la salle d'audience et le cabinet du magistrat. Il fait partie des cinq animaux sacrés associés aux éléments avec le dragon azur, l'oiseau vermillon, le tigre blanc et la tortue noire. Dans sa version japonaise, il se nomme Kirin. Ce nom est également présent en turc. Au Tibet, deux animaux unicornes entourent souvent la roue du Dharma en remplaçant les biches.
Le shâdhavâr, parfois qualifié de « licorne perse », est une créature carnivore et traîtresse du folklore arabe, semblable à une gazelle portant une seule corne qui se ramifie, symboliquement plus proche des sirènes mythologiques que de la licorne occidentale. Sa première représentation figure dans un manuscrit du XVe siècle attribué au Perse Al-Qazwini (1203-1283).

## Histoire

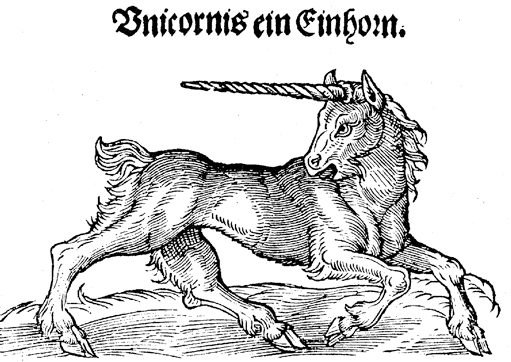
Licorne. Albert le Grand, De animalibus, estampe, Francfort-sur-le-Main (1545).

Des animaux unicornes sont décrits dès l'Antiquité gréco-romaine, mais la licorne n'appartient à aucune légende populaire vivante, et ne marque ni les arts plastiques, ni les récits créatifs, ni la mythologie de l'Antiquité,. Elle ne figure que dans des récits de voyages et des descriptions d'animaux recopiées les unes sur les autres. Son image se fixe à la fin du Moyen Âge, son invention pouvant être datée du début de la Renaissance de l'occident chrétien, époque où des ouvrages entiers lui sont consacrés. Par son omniprésence dans l'Art et les récits des lettrés, la licorne européenne forme l'animal imaginaire le plus important de l'époque.

### Sources grecques
Les sources grecques se rattachent à l'histoire naturelle. La plupart de ces textes attestent l'existence d'un animal unicorne en Inde. Le plus ancien texte de la littérature occidentale évoquant la licorne date d'entre -416 et -398. Il est dû au médecin grec Ctésias, qui résida dix-sept ans à la cour de Perse, avec Darius II et Artaxerxès II. À son retour en Grèce, il rédigea une Histoire de l'Inde nommée Ἰνδικά / Indiká dont il reste des fragments rapportés au IXe siècle par Photios Ier de Constantinople. Ils décrivent, parmi les peuples et animaux fabuleux de l'« Inde » :

« […] des ânes sauvages de la grandeur des chevaux, et même de plus grands encore. Ils ont le corps blanc, la tête couleur de pourpre, les yeux bleuâtres, une corne au front longue d'une coudée. La partie inférieure de cette corne, en partant du front et en remontant jusqu'à deux palmes, est entièrement blanche ; celle du milieu est noire ; la supérieure est pourpre, d'un beau rouge, et se termine en pointe. On en fait des vases à boire. Ceux qui s'en servent ne sont sujets ni aux convulsions, ni à l'épilepsie, ni à être empoisonnés, pourvu qu'avant de prendre du poison, ou qu'après en avoir pris, ils boivent dans ces vases de l'eau, du vin, ou d'une autre liqueur quelconque. Les ânes domestiques ou sauvages des autres pays n'ont, de même que tous les solipèdes, ni l'osselet, ni la vésicule du fiel. L'âne d'Inde est le seul qui les ait. Leur osselet est le plus beau que j'aie vu ; il ressemble pour la figure et la grandeur à celui du bœuf. Il est pesant comme du plomb et rouge jusqu'au fond comme du cinabre. Cet animal est très fort et très vite à la course. Le cheval, ni aucun autre animal, ne peut l'atteindre »

— Ctésias, Ἰνδικά
Ctésias semble croire fermement en l'existence de l'animal qu'il décrit. Au IVe siècle av. J.-C., le philosophe Aristote classe les animaux par le nombre de leurs cornes et de leurs sabots, peut-être en s'appuyant sur Ctésias. Il en distingue deux qui auraient une corne, l'âne indien et l'oryx :

« On peut encore remarquer que certains animaux ont des cornes, et que les autres n'en ont pas. La plupart de ceux qui sont pourvus de cornes ont le sabot fendu, comme le bœuf, le cerf et la chèvre ; on n'a jamais observé d'animal au sabot non-fendu à deux cornes. Mais il y a un petit nombre d'animaux qui ont une seule corne et le sabot non-fendu, comme l'âne des Indes. L'oryx n'a qu'une corne, et il a le sabot fendu. »

— Aristote, Περι ζώων μορίων,
Mégasthène est, vers 300 av. J.-C., envoyé comme ambassadeur à la cour de Chandragupta Maurya, roi des Indes, à Pataliputra sur les bords du Gange. Il y reste une dizaine d'années, et rédige son livre Indica. Il décrit un animal solitaire des montagnes appelé « Kartazoon » ou « kartajan » d'après la langue du pays. Pour la première fois, cet animal unicorne est décrit comme doux avec les autres animaux. Querelleur envers les siens, son agressivité ne s'adoucit qu'à la saison des amours. Sa corne est utilisée comme remède contre les poisons. Strabon le cite en disant qu'« il existe dans les régions sauvages de l'Inde des chevaux à tête de cerf surmontée d'une seule corne ».
Comme le note Richard Ettinghausen, les sources grecques de Claude Ptolémée et d'Aristote se sont transmises à des érudits arabes. Al-Jahiz (776-867) et Sharaf al-Zamān Ṭāhir al-Marwazī (1056-1124) y font référence dans leurs propres écrits.

### Sources romaines

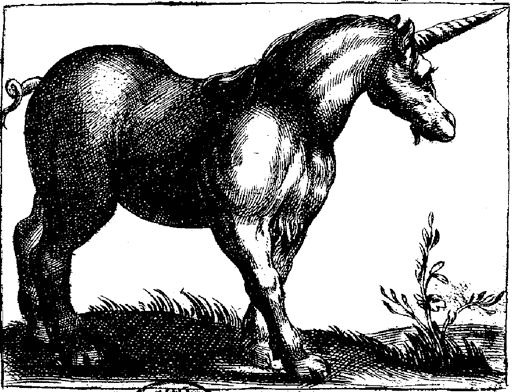
Licorne par Andrés Ferrer de Valdecebro, Madrid, 1658, inspirée de la description de Pline l'Ancien.

La croyance se perpétue à l'époque romaine, Jules César attestant lui-même la présence d'une sorte de cerf unicorne dans la forêt hercynienne. La description de Pline l'Ancien, au Ier siècle, sert de base à de nombreux ouvrages plus tardifs :

« La bête la plus sauvage de l’Inde est le monocéros ; il a le corps du cheval, la tête du cerf, les pieds de l’éléphant, la queue du sanglier ; un mugissement grave, une seule corne noire haute de deux coudées qui se dresse au milieu du front. On dit qu’on ne le prend pas vivant. »

— Pline l'Ancien, Naturalis Historiæ.
Au IIe siècle, Philostrate l'Athénien reprend le récit de Ctésias dans sa Vie d'Apollonios de Tyane, sans prêter foi aux vertus médicinales de la corne :

« Dans les marais qui bordent le fleuve on prend des onagres. Ces animaux ont sur le front une corne, dont ils se servent pour combattre à la manière des taureaux, et cela avec beaucoup de courage. Les Indiens font de ces cornes des coupes, et leur attribuent des propriétés merveilleuses : il suffit d'avoir bu dans une de ces cornes pour être pendant tout le jour à l'abri de toute maladie, pour ne pas souffrir d'une blessure, pour traverser impunément le feu, pour n'avoir rien à craindre des poisons les plus violents : ces coupes sont réservées aux rois, et les rois seuls font la chasse à l'onagre. Apollonius dit avoir vu un de ces animaux, et s'être écrié : « Voilà un singulier animal ! » Et comme Damis lui demandait s'il croyait à ce que l'on contait des cornes de l'onagre, il répondit : « Je le croirai quand on me montrera quelqu'un de ces rois de l'Inde qui ne soit pas mortel. Lorsqu'un homme peut me présenter, ou présenter au premier venu une coupe qui, loin d'engendrer les maladies, les éloigne, comment supposer qu'il ne commence pas par s'en verser à longs traits jusqu'à s'enivrer ? Et en vérité personne ne pourrait trouver mauvais qu'on s'enivrât à boire à une telle coupe. »

— Philostrate d'Athènes, Τὰ ἐς τὸν Τυανέα Ἀπολλώνιον
Au début du IIIe siècle, Claude Élien reprend peut-être les récits de Ctésias, ou ceux de Mégasthène :

« J’ai appris qu’il naissait en Inde des onagres dont la taille n’est pas inférieure à celle des chevaux. Tout leur corps est blanc, sauf leur tête, qui se rapproche du pourpre, et leurs yeux, qui diffusent une couleur bleu foncé. Ils ont sur le front une corne qui atteint bien une coudée et demie de long : la base de la corne est blanche, la pointe rouge vif, et la partie médiane d’un noir profond. (…) d’après Ctésias, les ânes indiens qui possèdent une corne (…) sont plus rapides que les ânes, et même plus rapides que les chevaux et les cerfs (…). Voici jusqu’où va la force de ces animaux : rien ne peut résister à leurs coups et tout cède et, le cas échéant, est complètement broyé et mutilé. Il leur arrive même fréquemment de déchirer les flancs de chevaux, en se ruant sur eux, et de leur faire sortir les entrailles (…). Il est pratiquement impossible de capturer un adulte vivant, et on les abat avec des lances et des flèches (…). »

— Élien, Περὶ Ζῴων Ἰδιότητο

### Influence des érudits d'Alexandrie
Selon Odell Shepard et Jean-Pierre Jossua, les érudits d'Alexandrie placent la licorne au cœur du symbolisme chrétien. Au IIIe siècle, de nombreux récits sur les animaux assortis d'une morale circulent. Le premier bestiaire chrétien, le Physiologus, y trouve son origine. Il exerce une influence considérable sur la diffusion de la légende de la licorne dans le monde occidental,.
Le Physiologos (en latin Physiologus), recueil de brefs récits vraisemblablement rédigé en grec ancien en Égypte au IIe siècle, raconte pour la première fois la capture d'un monocéros par des chasseurs utilisant une jeune vierge comme appât, entre autres descriptions d'animaux et de créatures imaginaires. Le texte est présenté comme une technique de chasse, non comme un mythe. Sa description pourrait être plus ancienne. Les différents auteurs du Physiologos ont pu créer de toutes pièces le récit de la capture de la licorne par une femme vierge en tant que symbole de l'incarnation du Christ. Ce récit peut aussi trouver sa source dans la symbolique d'attraction sexuelle entre la corne phallique de la licorne et la vierge pure, moralisée et adaptée à une vision chrétienne. Enfin, d'après Odell Shepard, ce récit pourrait être une pure création d'allégoristes chrétiens. Le récit du Physiologus est traduit dans un très grand nombre de langues, dont l'arabe, le syriaque, le latin, l'arménien, le vieux haut-allemand, l'islandais, l'ancien français, le provençal, le guèze, l'italien et le vieil anglais. Traduit en latin au IVe siècle, il inspire d'innombrables auteurs de bestiaires occidentaux au Moyen Âge :

« Le psalmiste dit : « Ma corne sera portée dans les hauteurs comme celle de l'unicorne ». Le Physiologue a dit que l'unicorne a la nature suivante : c'est un petit animal qui ressemble au chevreau, et qui est tout à fait paisible et doux. Il porte une corne unique au milieu du front. Les chasseurs ne peuvent l'approcher à cause de sa force. Comment donc est-il capturé ? Ils envoient vers lui une vierge immaculée et l'animal vient se lover dans le giron de la vierge. Elle allaite l'animal et l'emporte dans le palais du roi. L'unicorne s'applique donc au Sauveur. « Car dans la maison de David notre père a fait se dresser une corne de salut ». Les puissances angéliques n'ont pas pu le maîtriser et il s'est installé dans le ventre de Marie, celle qui est véritablement toujours vierge, et le verbe s'est fait chair, et il s'est installé parmi nous »

— Physiologos
La version latine la plus répandue cite la chasse de la même manière, en terminant ce court récit par une morale chrétienne : « Il en va de même aussi de notre Seigneur Jésus Christ, unicorne spirituel, qui, en descendant dans le ventre de la Vierge, prit chair en elle, fut pris par les Juifs et condamné à mourir sur la croix. À ce sujet David dit : Et il est aimé comme le fils des unicornes [Ps. 28, 6] ; et à nouveau dans un autre psaume, il dit de lui-même : ‘Et ma corne sera relevée comme celle de l’unicorne.’ » [Ps. 91.11]
Cosmas Indicopleustès, marchand d'Alexandrie qui vit au VIe siècle et voyage dans « les Indes », écrit une cosmographie dans laquelle il cite la licorne. Il en fournit une représentation à partir de quatre figures en cuivre, qu'il aurait vues dans le palais du roi d’Éthiopie :

« La licorne est redoutable et invincible, ayant toute sa force dans la corne. Chaque fois qu'elle se croit poursuivie par plusieurs chasseurs et sur le point d'être prise, elle bondit sur un roc escarpé et se lance d'en haut ; pendant sa chute elle se retourne ; sa corne amortit le choc et elle reste indemne »

— Cosmas Indicopleustès, Χριστιανικὴ Τοπογραφία
D'après Ettinghausen, ce « conte » pourrait être inspiré d'observations sur des chèvres ou des antilopes sauvages perses.

### Au Moyen Âge

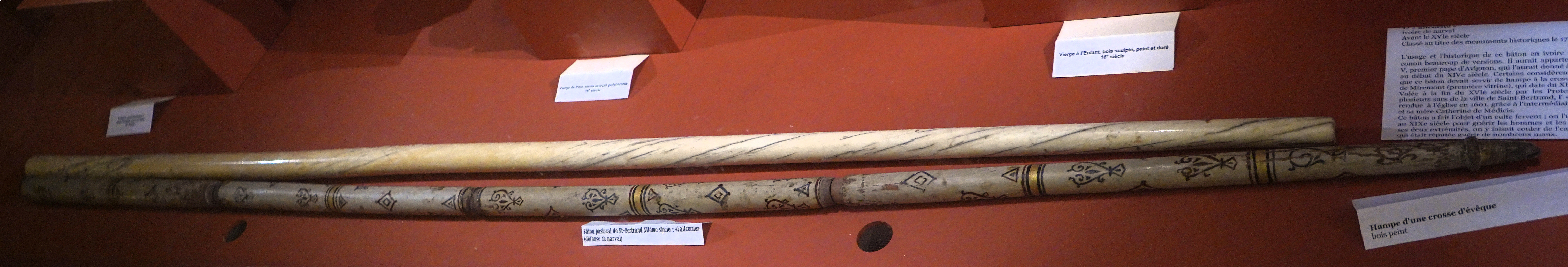
Bâton pastoral de Saint-Bertrand-de-Comminges, « l'alicorne », XIIe siècle (défense de narval).

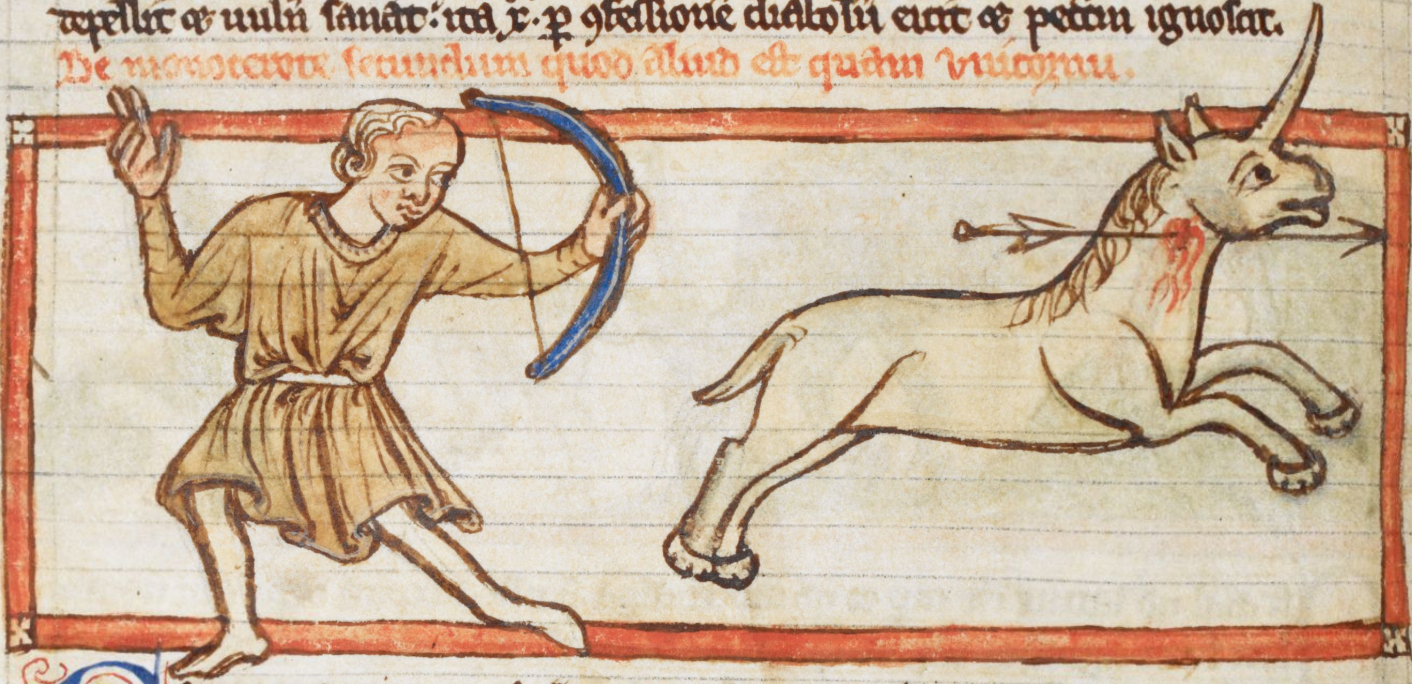
Chasse au monocéros dans le Bestiaire Harley, British Library, Harley 3244, f.42v.

Tous les récits médiévaux et leurs illustrations évoquant la licorne sont d'inspiration chrétienne. Le monocéros est étudié sporadiquement au XIe siècle, sans laisser de traces notables. Dès la fin du XIIe siècle et au début du XIIIe siècle, la licorne devient l'un des thèmes favoris des bestiaires et de la tapisserie (dans une moindre mesure, des sculptures) dans l'occident chrétien,. Elle n’apparaît toutefois que dans les ouvrages pour lettrés, soit une infime partie de la population médiévale. Il n’en est pas fait mention dans les contes et chansons du folklore populaire,. Elle se retrouve aussi sur quelques vitraux, dont les plus anciens connus sont dans la basilique de San Saba, à Rome.
Des créatures unicornes sont mentionnées et représentées dans le monde musulman médiéval. Le philosophe persan d'expression arabe classique Abû Hayyân al-Tawhîdî parle d'une créature nommée Manāfi, ne pouvant être capturée que par une jeune femme vierge. La description de la technique de chasse contient parfois des références à Allah. Le Physiologus s'est en effet diffusé en langue arabe. Richard Ettinghausen cite la croyance populaire médiévale selon laquelle la réputation de la corne de licorne pour détecter les poisons viendrait de la médecine arabe, mais il n'existe aucune source écrite pour l'attester.

#### Bestiaires
Les premières licornes européennes apparaissent dans des bestiaires inspirés du Physiologus, malgré des efforts de certains religieux pour interdire sa diffusion. L'influence des textes gréco-romains, comme celui de Pline l'Ancien, est moindre. La licorne acquiert un symbolisme chrétien justifiant sa présence dans les œuvres religieuses, bien qu'elle soit issue de descriptions païennes. Selon les versions, la jeune femme désireuse d'attirer une licorne doit parfois être nonne, de naissance noble, pure de cœur, d'une grande beauté, vierge de tout contact avec un homme, ou tenir un miroir. La licorne est créditée du pouvoir de reconnaître les vierges par l'odorat, ou grâce à ses propres dons magiques. Le théologien Alain de Lille explique cette attirance des licornes pour les femmes vierges via la théorie des humeurs : la licorne, « chaude » de nature, est irrésistiblement attirée par une jeune fille « frigide ».
Citant le Physiologus, Pierre de Beauvais compare Jésus-Christ à « une licorne céleste qui descendit dans le sein de la Vierge », et fut pris, puis crucifié à cause de son incarnation. La corne ornant le front de la licorne est symbole de Dieu, la cruauté de la licorne signifie que personne ne peut comprendre la puissance de Dieu, sa petite taille symbolise l'humilité de Jésus-Christ dans son incarnation,. Le Liber Subtilitatum de Divinis Creaturis (Livre des subtilités des créatures divines) de l'abbesse Hildegarde de Bingen, rédigé au XIIe siècle, est à la fois le plus riche des bestiaires médiévaux et le plus éloigné de la tradition grecque, puisqu'il s'attache aux propriétés des animaux. Elle recommande un onguent à base de foie de licorne et de jaune d’œuf contre la lèpre. Le port d’une ceinture en cuir de licorne est censé protéger de la peste et de la fièvre, tandis que des chaussures en cuir de cet animal éloigneraient les maladies des pieds.

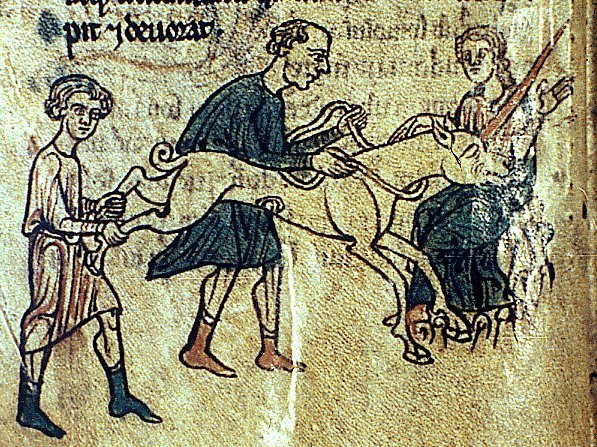
La Capture de la licorne. MS. Douce 167, folio 4 verso : Unicornis, début XIII, bibliothèque Bodléienne, Oxford.

Le Bestiaire divin de Guillaume Le Clerc de Normandie, au XIIIe siècle, contient l'un des récits les plus détaillés :
— Guillaume Le Clerc de Normandie, Bestiaire divin.
Brunetto Latini (1230-1294) donne dans son Livre du Trésor (de) la description d'une licorne redoutable dont le corps ressemble à celui d'un cheval, avec le pied de l'éléphant, une queue de cerf et une voix épouvantable. Sa corne unique est extraordinairement étincelante et a quatre pieds de long, elle est si résistante et acérée qu'elle transperce sans peine tout ce qu'elle frappe. La licorne y est cruelle et redoutable, personne ne peut l'atteindre ou la capturer avec un piège. La description de la chasse est la même que dans les autres bestiaires.
Philippe de Thaon fournit vers 1300 une interprétation qui se veut chrétienne :
| Ancien français « La met une pulcele, Hors del sein sa mamele: Et par l'odurement, Monosceros la sent, Dunc vient a la pulcele, Si baise sa mamele, En sun devant se dort ». | Français. « On place une pucelle, Qui découvre la mamelle de son sein : Et par l'odeur, Le monocéros la sent, Donc il vient à la pucelle, Puis embrasse sa mamelle, Et s'endort devant elle ». |

Giovanni da San Geminiano parle dans son Summa de Exemplis et Rerum Similitudinibus Locupletissima d'une odeur de virginité qui rend la licorne douce comme un agneau lorsqu'elle se réfugie dans le giron d'une jeune vierge.

#### Récits de Marco Polo

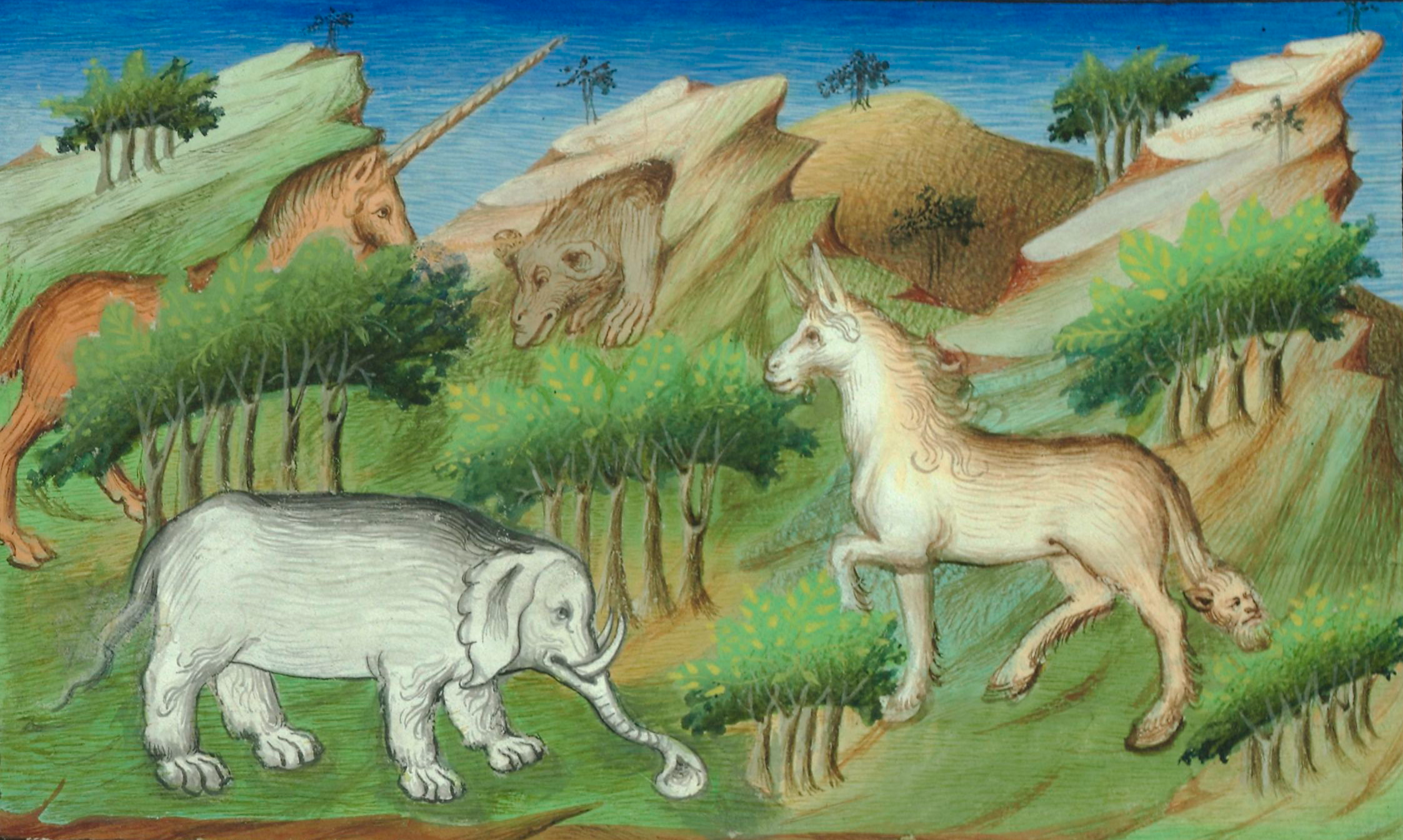
Livre des merveilles montrant l'âne, l'éléphant et la licorne. Fr. 2810, f.59v Rinoceronti/unicorni. Vers 1410-1412.

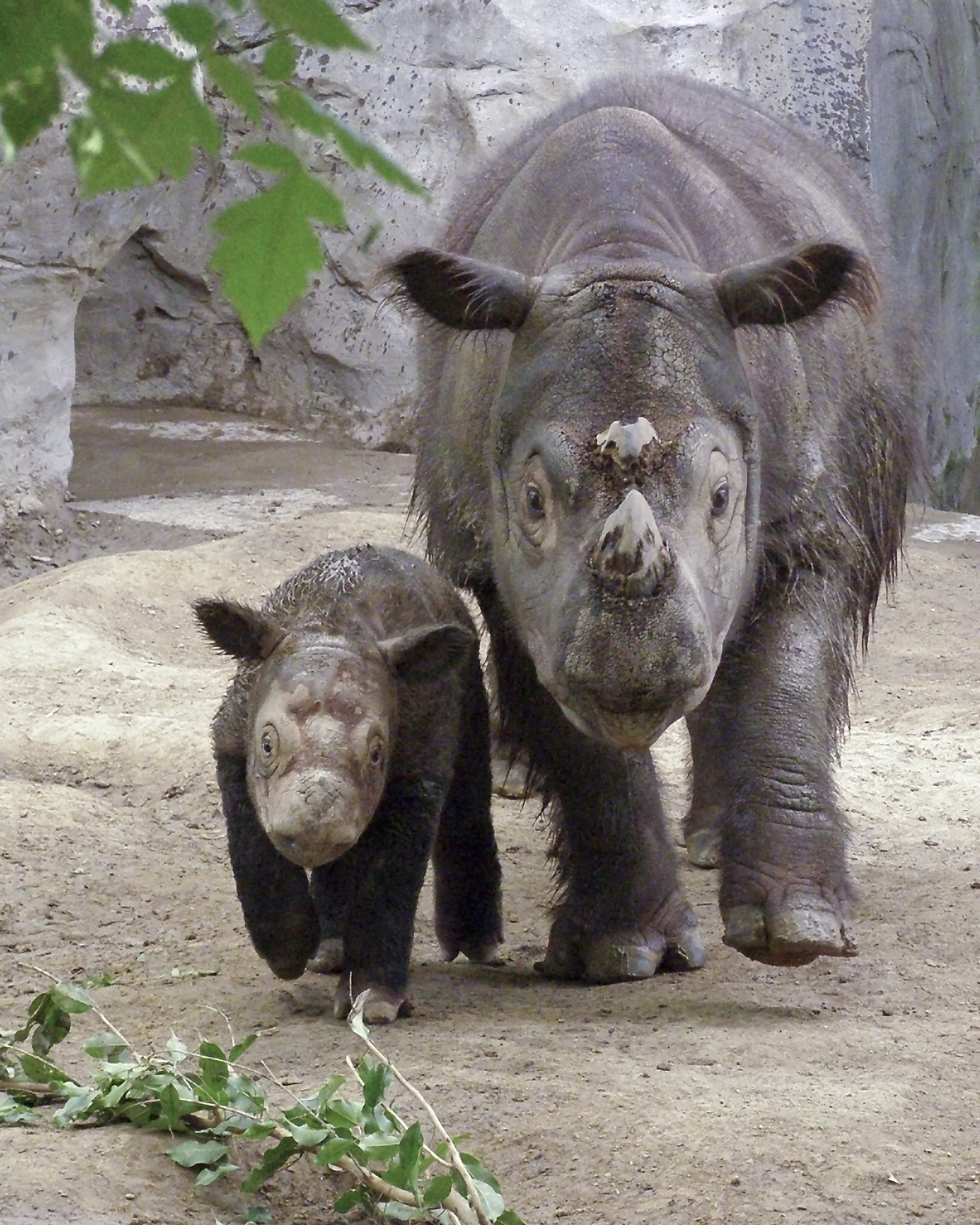
L'animal décrit par Le Livre de Marco Polo est le Rhinocéros de Sumatra.

Le Livre de Marco Polo (1298) contient plusieurs mention du rhinocéros (unicorne), qu'il décrit ainsi lorsqu'il est à Sumatra :

« (…) à peine moins gros qu’un éléphant, avec le poil du buffle, le pied comme celui de l’éléphant, une très grosse corne noire au milieu du front. Il ne fait aucun mal aux hommes ni aux bêtes avec sa corne, mais seulement avec la langue et les genoux, car sa langue est couverte d'épines très longues et aiguës. Quand il veut détruire un être, il le piétine et l’écrase par terre avec les genoux, puis le lèche avec sa langue. Il a la tête d'un sanglier sauvage et la porte toujours inclinée vers la terre. Il demeure volontiers dans la boue et la fange parmi les lacs et les forêts. C’est une vilaine bête, dégoûtante à voir. »

— Marco Polo, Devisement du monde.
Cette description ressemble beaucoup à celle du Rhinocéros de Sumatra, petit, velu et se couvrant régulièrement de boue : Sumatra fait en effet partie des régions visitées par l'explorateur.
C'est également à Marco Polo que l'on doit la description d'une ancienne race de chevaux unicornes en Inde, prétendument issue du célèbre Bucéphale d'Alexandre le Grand[pertinence contestée] :

« On pouvait trouver en cette province [l'Inde] des chevaux descendus de la semence du cheval à corne unique du roi Alexandre, nommé Bucéphale ; lesquels naissaient tous avec une étoile et une corne sur le front comme Bucéphale, parce que les juments avaient été couvertes par cet animal en personne. Mais toute la race de ceux-ci fut détruite. Les derniers se trouvaient au pouvoir d’un oncle du roi, et quand il refusa de permettre au roi d’en prendre un, celui-ci le fit mettre à mort ; mais de rage de la mort de son époux, la veuve anéantit ladite race, et la voilà perdue… »

Des représentations de Bucéphale portant une corne noire au front, symbole de puissance et de divinité, apparaissent au Moyen Âge. Bucéphale est censé se nourrir de chair humaine, comme les cavales de Diomède, mais seul Alexandre peut le monter, ce qui rappelle symboliquement la légende de la licorne attendrie par une vierge.

#### Contes médiévaux
Plusieurs contes médiévaux, chargés ou non d'une morale, citent la licorne. Le dit de l’unicorne et du serpent, rapporté par Jacques de Voragine entre 1261 et 1266, met en scène un homme nommé Barlaam, qui vit dans le désert près de Senaah où il prêche souvent contre les plaisirs illusoires du monde. Instruisant Josaphat, le fils du roi, il lui raconte la parabole suivante :

« Ceux […] qui convoitent les délectations corporelles et qui laissent mourir leur âme de faim, ressemblent à un homme qui s'enfuirait au plus vite devant une licorne qui va le dévorer, et qui tombe dans un abîme profond. Or, en tombant, il a saisi avec les mains un arbrisseau et il a posé les pieds sur un endroit glissant et friable ; il voit deux rats, l’un blanc et l’autre noir, occupés à ronger sans cesse la racine de l’arbuste qu'il a saisi, et bientôt ils l’auront coupée. Au fond du gouffre, il aperçoit un dragon terrible vomissant des flammes et ouvrant la gueule pour le dévorer ; sur la place où il a mis les pieds, il distingue quatre aspics qui montrent la tête. Mais, en levant les yeux, il voit un peu de miel qui coule des branches de cet arbuste ; alors il oublie le danger auquel il se trouve exposé, et se livre tout entier au plaisir de goûter ce peu de miel. La licorne est la figure de la mort, qui poursuit l’homme sans cesse et qui aspire à le prendre. »

La Dame à la licorne et le Chevalier au lion, conte courtois de Blanche de Navarre, daté du début du XIVe siècle, raconte qu'une princesse belle et chaste reçoit une licorne du Dieu d’amour, et se fait appeler « la blanche dame que la licorne garde ». Elle épouse un seigneur qui part un jour à l’aventure et capture, puis apprivoise un lion. La Dame se fait dire que son chevalier est mort, un mauvais seigneur en profite pour l’enlever. Le chevalier au lion, de retour, part à l’assaut du château du ravisseur, libère sa dame et tous deux quittent le château maudit, la dame montée sur sa licorne et le chevalier sur son lion.

### De la Renaissance auXVIIIesiècle
À la Renaissance, la licorne rejoint des traités de médecine à propos de l’usage de sa « corne », ainsi que des études bibliques discutant de sa présence dans les textes sacrés, en plus des ouvrages décrivant les animaux, des récits de voyages où les explorateurs affirment l'avoir rencontrée. Quelques traités d’alchimie, d'astrologie, d’héraldique, et des commentaires sur les textes gréco-romains, la mentionnent également.

#### Commerce et usages de la corne de licorne

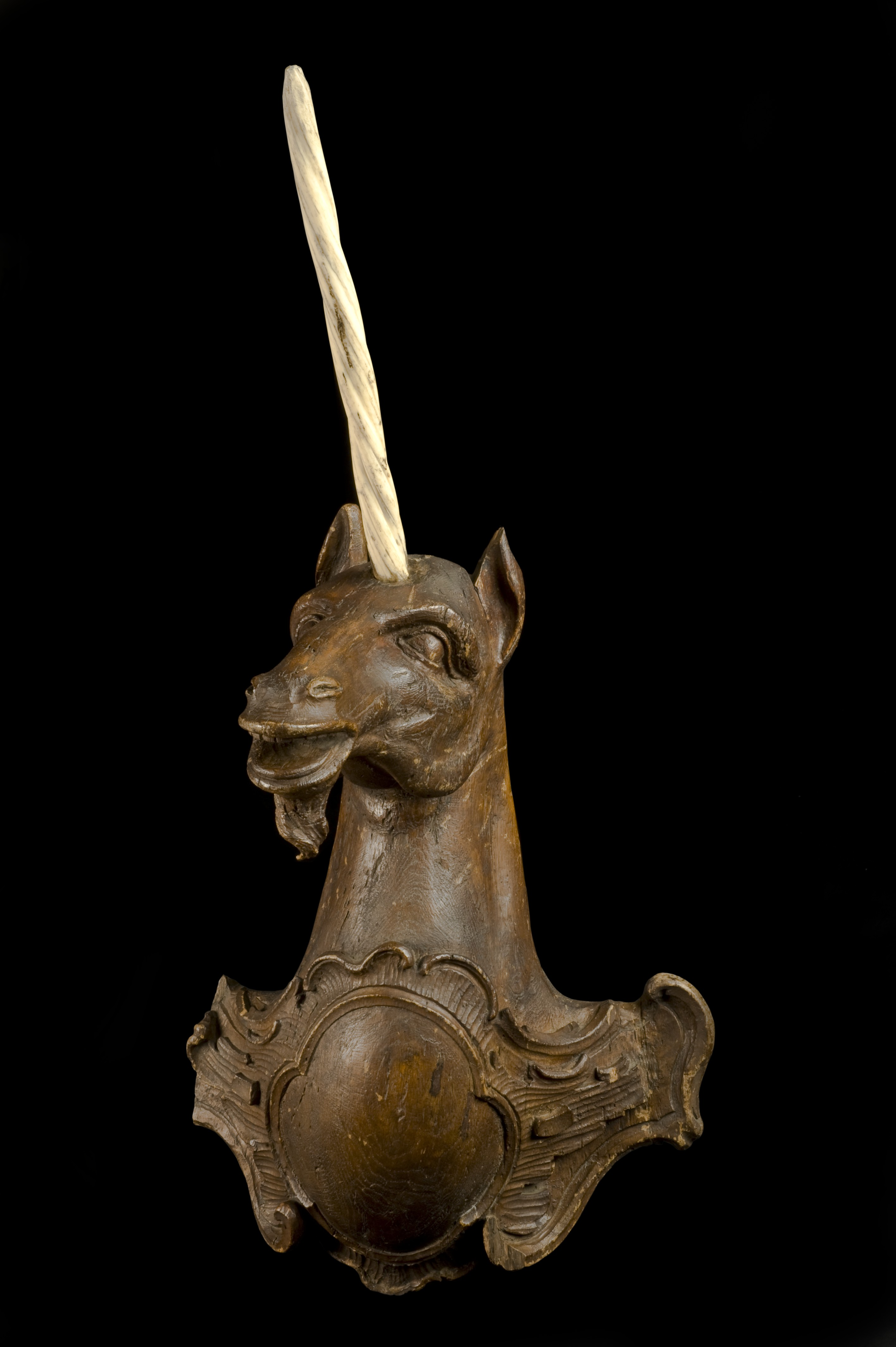
Enseigne d'une pharmacie en forme de licorne avec sa corne en ivoire de narval, en Europe. Science Museum de Londres.

La fameuse « corne de licorne » se voit associer, depuis la fin du Moyen Âge, des pouvoirs magiques et des vertus de contrepoison qui en font l'un des remèdes les plus chers et les plus réputés durant la Renaissance. Sa principale utilisation médicinale est liée à son pouvoir de purification, mentionné pour la première fois au XIIIe siècle. La corne est alors recherchée par toute la royauté d'Europe pour purifier les mets des poisons ; la croyance veut qu'elle se mette à fumer en contact avec un plat empoisonné. Ces légendes sur ses propriétés, circulant dès le Moyen Âge, sont à l’origine du commerce florissant de ces objets, qui deviennent de plus en plus communs jusqu'à la fin du XVIIIe siècle, où leur origine réelle est connue. La « corne de licorne », de forme torsadée, s’échange, circule, et est consommée de différentes façons. Le cours de la « corne de licorne » atteint son apogée au milieu du XVIe siècle, où elle est considérée comme le meilleur contrepoison existant avec la pierre de bézoard. Son prix ne cesse de baisser au cours des années suivantes, pour s'effondrer au XVIIe siècle, quand la découverte du narval se fait connaître.

#### Récits de voyages et d'exploration

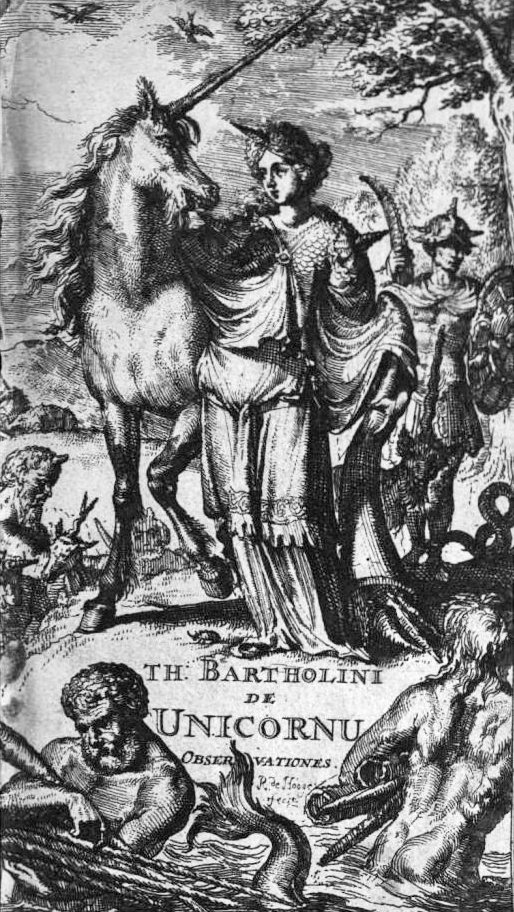
Frontispice de l'ouvrage De unicornu observationes novae par Thomas Bartholin, 1678.

De la fin du Moyen Âge à la Renaissance, à l'époque des grandes explorations, de nombreux voyageurs assurent avoir vu des licornes. Ils en font des descriptions très précises, souvent contradictoires, qui amènent les interprètes à croire que ces licornes forment une famille comprenant des races différentes ou à douter de la réalité de leur existence. Les récits d'explorateurs concordent parfois pour situer les licornes. L'Inde est très souvent citée, de même que l'Éthiopie. D'après Faidutti, ces deux pays forment les « terres d'élection des licornes ». Des témoignages isolés mentionnent plusieurs lieux du Moyen-Orient, Madagascar, le Caucase, l'Asie du Sud-Est et, plus exceptionnellement, les côtes est américaines, ainsi que le Groenland et l'Antarctique. La licorne survit aux différentes phases d'exploration de la Renaissance, contrairement à d'autres animaux « fabuleux » comme le dragon et le griffon, qui rejoignent mythologies et récits folkloriques. Lorsque les régions où sont censées vivre les licornes sont entièrement explorées, d'autres récits mentionnent la bête dans des lieux plus inaccessibles encore, comme le Tibet,, l'Afrique du Sud, et surtout le centre de l'Afrique.
Lors d'un séjour à La Mecque en 1503, l'explorateur italien Ludovico de Verthema rapporte avoir vu deux licornes dans un enclos. Elles auraient été envoyées au Sultan de La Mecque par un roi d’Éthiopie en gage d’alliance, comme la plus belle chose qui soit au monde, un riche trésor et une grande merveille. « Le plus grand est fait comme un poulain d’un an, et a une corne d’environ quatre paumes de long. Il a la couleur d’un bai brun, la tête d’un cerf, le col court, le poil court et pendant sur un côté, la jambe légère comme un chevreuil. Son pied est fendu comme celui d’une chèvre et il a des poils sur les jambes de derrière. C’est une bête fière et discrète. »
Ambroise Paré cite le chirurgien Louis Paradis, qui décrit une licorne en ces termes : « son poil était couleur de castor, fort lissé, le cou grêle, de petites oreilles, une corne entre les oreilles fort lissée, de couleur obscure, basanée, de longueur d’un pied seulement, la tête courte et sèche, le mufle rond, semblable à celui d’un veau, les yeux assez grands, ayant un regard fort farouche, les jambes sèches, les pieds fendus comme une biche, la queue ronde et courte comme celle d’un cerf. Elle était tout d’une même couleur, excepté un pied de devant qui était de couleur jaune ». En 1652, Thomas Bartholin décrit « un animal de la grandeur d’un cheval moyen, de couleur grise comme un âne, avec une ligne noire sur toute la longueur du dos, et une corne au milieu du front longue de trois spithames ». En 1690, le Dictionnaire universel d’Antoine Furetière donne cette définition de l'unicorne : « Il a une corne blanche au milieu du front, de cinq palmes de longueur… ». Un voyageur portugais décrit des licornes éthiopiennes en ces termes : « La licorne, qu’on trouve dans les montagnes de Beth en la Haute Éthiopie, est de couleur cendrée, et ressemble à un poulain de deux ans, hormis qu’elle a une barbe de bouc, et au milieu du front une corne de trois pieds, qui est polie et blanche comme de l’ivoire et rayée de raies jaunes, depuis le haut jusqu’en bas ».
Le jésuite portugais Jerónimo Lobo cherche les sources du Nil, quand il rapporte sa rencontre avec des licornes dans un récit, daté de 1672 : « C’est là que l’on a vu la véritable licorne… Pour la licorne, on ne peut la confondre avec le rhinocéros qui a deux cornes, pas droites mais courbées. Elle est de la grandeur d’un cheval de médiocre taille, d’un poil brun tirant sur le noir ; elle a le crin et la queue noire, le crin court et peu fourni… avec une corne droite longue de cinq palmes, d’une couleur qui tire sur le blanc. Elle demeure toujours dans les bois et ne se hasarde guère dans les lieux découverts. Les peuples de ces pays mangent la chair de ces bêtes comme de toutes les autres. »
D'après Olfert Dapper et Arnoldus Montanus (1673), sont censés vivre près de la frontière canadienne « des animaux ressemblant à des chevaux, mais avec des sabots fendus, le poil dru, une corne longue et droite au milieu du front, la queue d’un porc, les yeux noirs et le cou d’un cerf ». Plus loin dans le même ouvrage, Dapper et Montanus décrivent « des chevaux sauvages au front armé d’une longue corne, avec une tête de cerf, ayant le poil de la belette, le cou court, une crinière pendant d’un seul côté, les pattes fines, des sabots de chèvres ».

#### Descriptions de licornes aquatiques

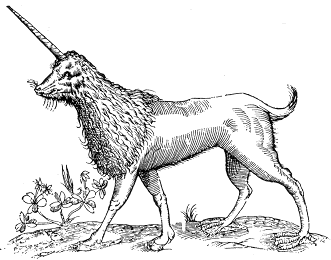
Le Camphruch dans le bestiaire d'Ulisse Aldrovandi, Monstrorum historiae, 1642.

Au milieu du XVIe siècle apparaissent des récits d'explorateurs mentionnant d'étranges licornes aquatiques. À la fin du XVIe siècle, le cosmographe André Thevet décrit le Pirassouppi, une « sorte de licorne à deux cornes », qu'il situe en Arabie. Le navigateur portugais Garcias da Horto mentionne, entre le promontoire de Bonne-Espérance et celui des Courantes, un animal amphibie avec la tête et le crin d’un cheval, une corne de deux empans de long, mobile, tournant tantôt à dextre, tantôt à sénestre, se haussant et se baissant. Cet animal combat furieusement contre l’éléphant, sa corne est fort prisée contre les venins. Rédigé en portugais, son récit est traduit en français en 1602 à partir d’une version en latin.
Le Camphruch, observé par André Thevet en 1575, se rapproche de l'animal décrit par Horta. Alors qu'il voyage en Indonésie, il décrit une licorne aquatique dont le museau tient du phoque et du chat. L’avant du corps est semblable à celui d’une biche, avec une abondante crinière grise qui recouvre le cou. L'animal porte une longue corne torsadée et ses jambes postérieures sont palmées. Le camphruch chasse le poisson en l’empalant sur sa corne, qui a la particularité d’être mobile et de pouvoir soigner le poison, ce qui la rend très recherchée. Quelques années plus tard, le nom est simplifié en Camphur dans les encyclopédies.

#### Ouvrages savants et encyclopédies

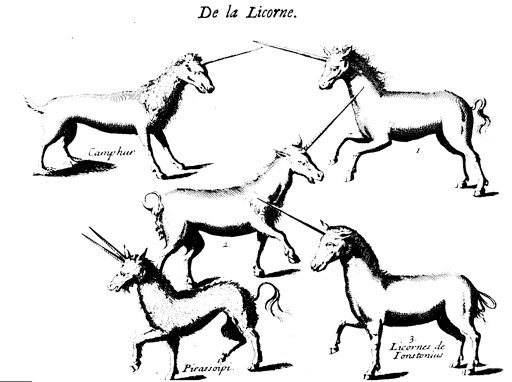
Pierre Pomet mentionne cinq espèces de licornes dans son Histoire générale des drogues.

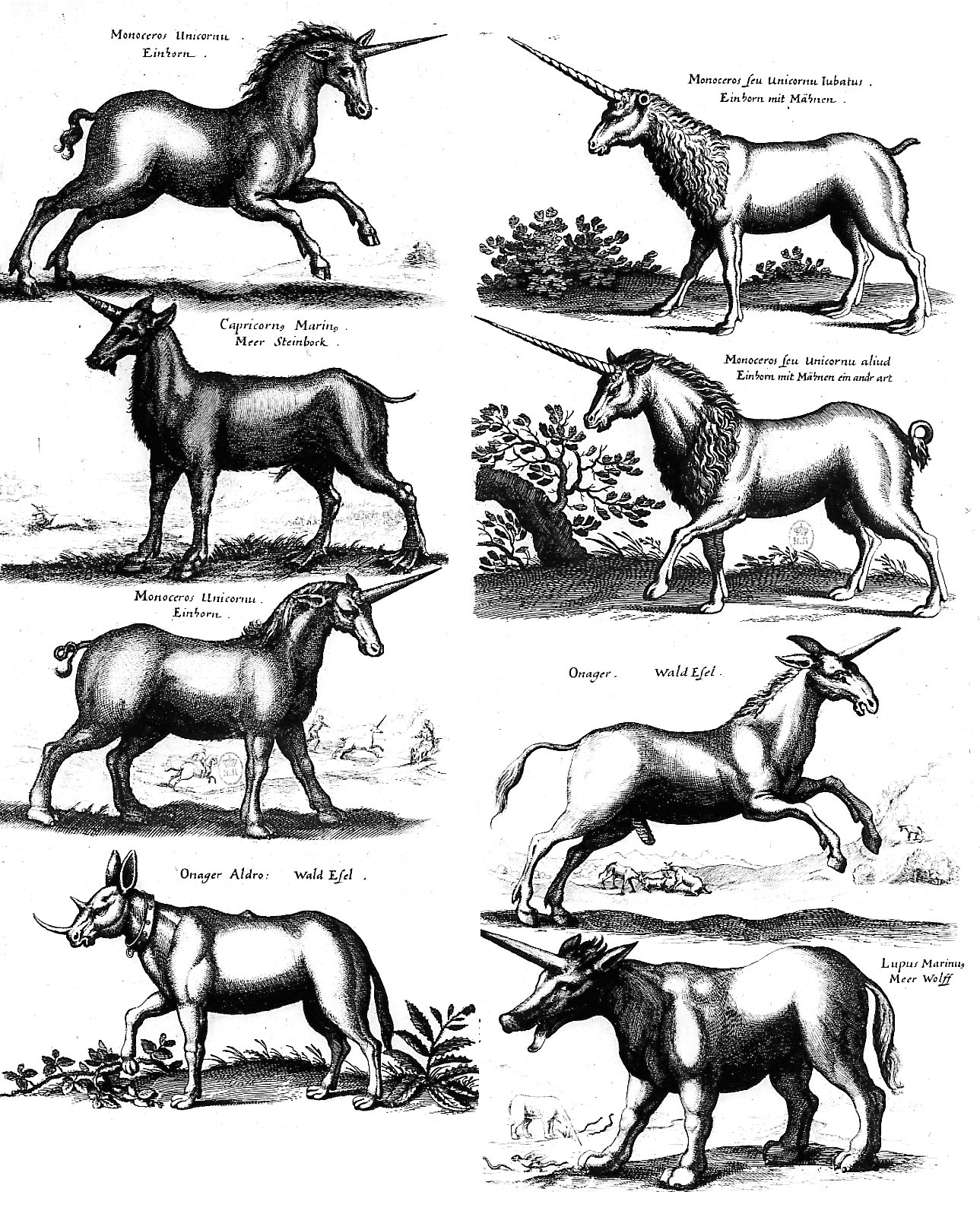
Jan Jonston mentionne huit espèces de licornes dans Historia naturalis de quadrupedibus.

Des ouvrages savants consacrés à la licorne paraissent de la fin du XVIe siècle jusqu'au XIXe siècle. Dans de multiples encyclopédies, la licorne cohabite avec les animaux réels. Ces ouvrages évitent pour la plupart toute référence aux bestiaires médiévaux, et se basent sur les multiples récits et témoignages, souvent disparates, des explorateurs ayant prétendument croisé des licornes. Ils dissertent sur l'existence de l'animal, son apparence et ses propriétés. L’Historia animalium de Conrad Gessner, parue en 1551, considérée comme l'une des premières compilations d’histoire naturelle, connaît de nombreuses rééditions. Elle consacre six pages à la licorne et surtout aux propriétés médicinales de sa corne, mais ne se prononce pas sur la réalité de l'existence de l'animal. En 1607, le révérend Edward Topsell publie à Londres The History of Four-Footed Beasts (L'histoire des bêtes à quatre pattes) une traduction anglaise à peine modifiée de l’Historia animalium.
Ulysse Aldrovandi (1522-1607), naturaliste originaire de Bologne dont le plus ancien exemplaire connu de l'ouvrage De quadripedibus solipedibus date de 1616, devient la référence en matière de zoologie en remplaçant le travail de Gessner. Il explique comment un marchand juif de Venise a démontré l'authenticité d'une corne de licorne en la confrontant à des animaux venimeux, sépare les « ânes cornus » De asinis cornutis des « licornes proprement dites » (De monocerote sive unicorni proprie dicto), et reste neutre sur la question de l'existence des licornes.
L’Historia naturalis de quadrupedibus de Jan Jonston (1652) présente huit espèces de licornes, avec des noms latins. Au moins deux des illustrations de la planche qui accompagne la description présentent des ressemblances certaines avec des espèces de rhinocéros.
Entre 1735 et 1744, Carl von Linné cite les licornes sans y croire dans son Systema naturae, au sein d'un appendice intitulé « Animalia Paradoxa », et qui regroupe principalement des légendes auxquelles certains accordaient encore quelque crédit à l'époque ; cette section sera abandonnée à partir de la 6e édition (1744). Il y solde ainsi le compte des licornes : « Monoceros [rhinocéros] des anciens, corps de cheval, pieds d'un "animal sauvage", corne droite, longue, torsadée en spirale. Il s'agit d'une invention des peintres. Le Monodon d'Artedi [= narval] a le même type de corne, mais les autres parties de son corps sont très différentes ».

En 1751, c'est le Baron d’Holbach qui est l'auteur de l'article « Licorne » dans L'Encyclopédie, court et prudent : 

« animal fabuleux : on dit qu’il se trouve en Afrique, & dans l’Ethiopie ; que c’est un animal craintif, habitant le fond des forêts, portant au front une corne blanche de cinq palmes de long, de la grandeur d’un cheval médiocre, d’un poil brun tirant sur le noir, & ayant le crin court, noir, & peu fourni sur le corps, & même à la queue. Les cornes de licorne qu’on montre en différens endroits, sont ou des cornes d’autres animaux connus, ou des morceaux d’ivoire tourné, ou des dents de poissons. »

Il ajoute que la « substance osseuse, semblable à de l’ivoire ou à une corne torse & garnie de spirales [qu'on rapporte parfois de Sibérie] n’appartient point à l’animal fabuleux à qui on a donné le nom de licorne ; mais […] elle vient de l’animal cétacé, qu’on nomme narhwal. » ; d'autres prétendues cornes de licornes, trouvées parfois lors de fouilles en Europe, sont selon lui des restes d'anciens poissons géants (en réalité des fossiles d'Elasmotherium).

#### Constellation de la licorne
La constellation de la Licorne aurait été nommée par l'astronome néerlandais Petrus Plancius en 1613, et cartographiée par Jakob Bartsch en 1624. Elle apparaîtrait sur des travaux de 1564 et Joseph Scaliger rapporte l'avoir vue sur un ancien globe céleste perse. D'après Camille Flammarion, il s'agit d'une constellation moderne qui n'est pas associée à une quelconque mythologie, mais nommée ainsi par simple analogie avec l'image de la licorne légendaire à cette époque.

### XIXesiècle

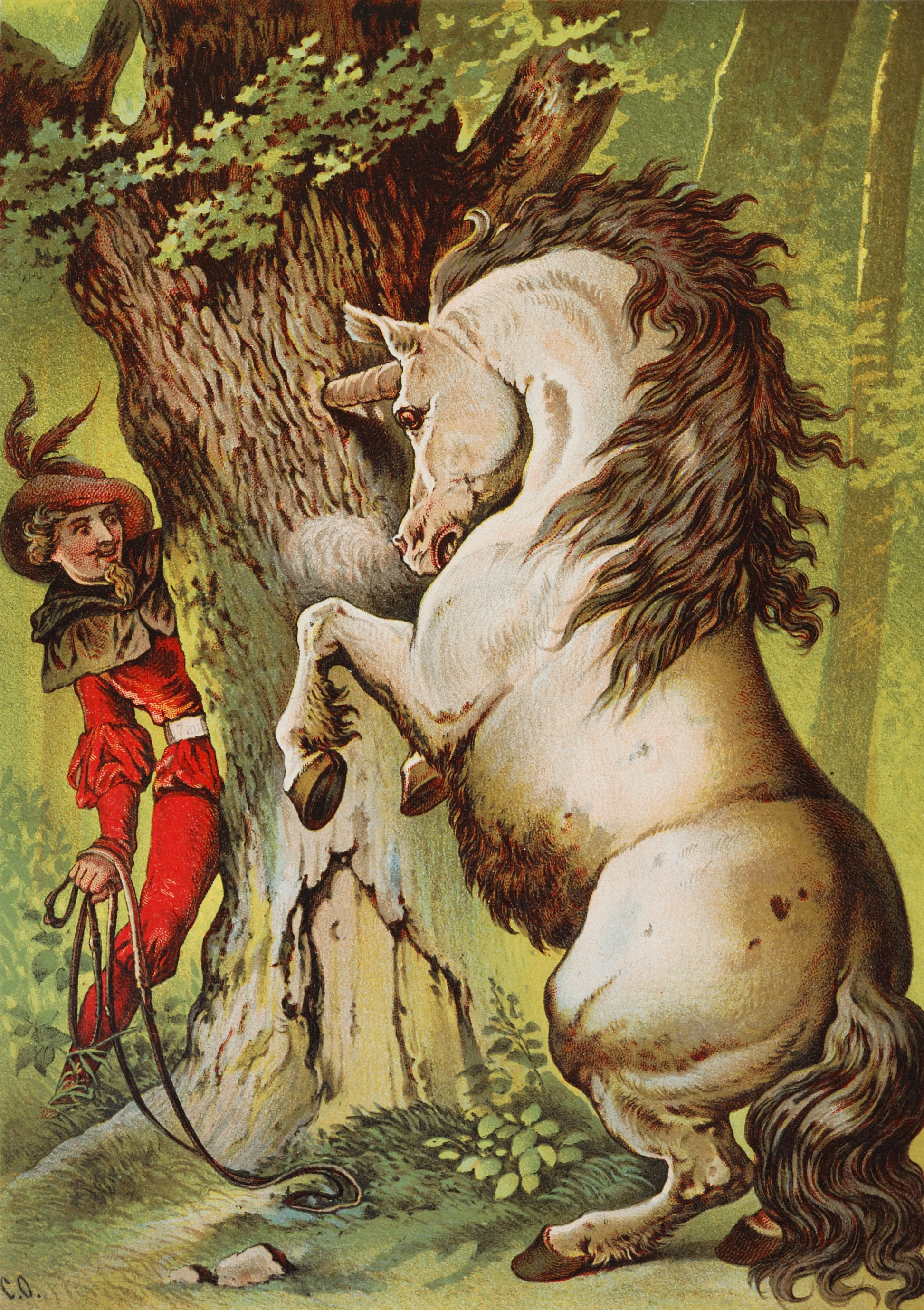
Illustration de la licorne du Vaillant Petit Tailleur par Carl Offterdinger, fin du XIXe siècle.

En parallèle avec l'évolution de la croyance en son existence, la licorne rejoint peu à peu un riche bestiaire imaginaire qui la place au fond d'une forêt ou dans un pays parallèle, en compagnie des fées. Le Vaillant Petit Tailleur, conte collecté par les frères Grimm, met en scène un jeune homme frêle issu du peuple qui doit tuer ou capturer une licorne féroce dans la forêt, et y parvient par la ruse. De l'autre côté du miroir, roman de Lewis Carroll paru en 1871, parle de la licorne au chapitre 7. Le Lion et la Licorne s'y affrontent, en référence aux symboles héraldiques de l'Angleterre et de l’Écosse.
Eh bien, maintenant que nous nous sommes vues, dit la Licorne, si tu crois en moi, je croirai en toi. Marché conclu ?
Gustave Flaubert décrit poétiquement la licorne dans La Tentation de saint Antoine :

« J’ai des sabots d’ivoire, des dents d’acier, la tête couleur de pourpre, le corps couleur de neige, et la corne de mon front porte les bariolures de l’arc en ciel. Je voyage de la Chaldée au désert tartare, sur les bords du Gange et dans la Mésopotamie. Je dépasse les autruches. Je cours si vite que je traîne le vent. Je frotte mon dos contre les palmiers. Je me roule dans les bambous. D’un bond, je saute les fleuves. Des colombes volent au-dessus de moi. Une vierge seule peut me brider. »

— Gustave Flaubert, La Tentation de saint Antoine
Un folklore tardif (1834), basé sur l'homophonie, veut qu'un seigneur du Maine soit un jour revenu d'une lointaine expédition avec une licorne, et l'ait perdue. Il se serait mis à hurler « Ma licorne ! Ma licorne ! », d'où le nom du village : Malicorne-sur-Sarthe. Victor Segalen décrit dans son œuvre symboliste inachevée, La Queste à la Licorne, présentée comme un manuscrit médiéval de la fin du XVe siècle, le voyage de Messire Beroald de Loudun pour trouver la licorne en orient et en occident. Il la décrit comme une « cavale blanche très parfaite ».
La licorne se retrouve sur de nombreux filigranes depuis la fin du XIXe siècle jusqu'à la première moitié du XXe siècle. Ils possèdent des interprétations symboliques inspirées des signes de reconnaissance de sociétés secrètes, comme les cathares, les alchimistes, les sociétés antichrétiennes, maçonniques ou rosicruciennes,.

### XXesiècleetXXIesiècle

Licornes-jouet, typiques de la production de biens de consommation au XXI.

D'après Faidutti, les travaux de Carl Gustav Jung (1944) ont particulièrement diffusé l'idée selon laquelle la licorne est un archétype imaginaire qui aurait existé de tous temps et dans toutes les civilisations. Cependant, l'ouvrage de Jung s'attache davantage à voir dans la licorne une représentation universelle de la nature duelle, changeante, double et paradoxale de la psyché humaine.
La licorne est désormais associée à la culture de l'imaginaire, sans doute parce qu'elle provoque la rêverie. Très populaire dans les courants New Age et chez les artistes féeriques, bien que sans existence biologique, elle peut être décrite avec davantage de précision par une majorité de personnes que des animaux réels comme l'ornithorynque et le dodo. Elle inspire une abondante production, incluant jouets, décorations de chambres d'enfants, posters, calendriers, ou encore figurines, en particulier à destination des petites filles.
Bien qu'elle ne soit mentionnée nulle part, ou de façon extrêmement marginale, dans la matière de Bretagne, la licorne est fréquemment associée, dans l'imaginaire collectif, à Merlin, à la forêt de Brocéliande, et aux légendes celtes,.
Le 29 novembre 2012, plusieurs périodiques annoncent que, dans un but apparent de propagande, les autorités de Corée du Nord déclarent avoir découvert à Pyongyang une ancienne tanière de licornes. The Guardian indique, toutefois, que l'information a été relayée avec une erreur : la licorne étant spécifique aux légendes occidentales, il s'agit d'une traduction erronée du mot « Qilin ». Les archéologues nord-coréens suggéraient, non pas que cette créature légendaire ait réellement existé, mais qu'ils avaient découvert un site associé à la légende du roi Jumong.
De nos jours, même si plus aucun scientifique ne croit à l'existence des licornes, elles restent parfois utilisées comme exemple méthodologique en biologie, entre autres pour modéliser la répartition de la population d'une espèce cryptique. L'attirance des jeunes enfants pour les licornes a inspiré un médecin, qui raconte une histoire de pic (piqûre ?) de corne de licorne tout en pratiquant une ponction veineuse sur sa jeune patiente.

## Évolution de la croyance

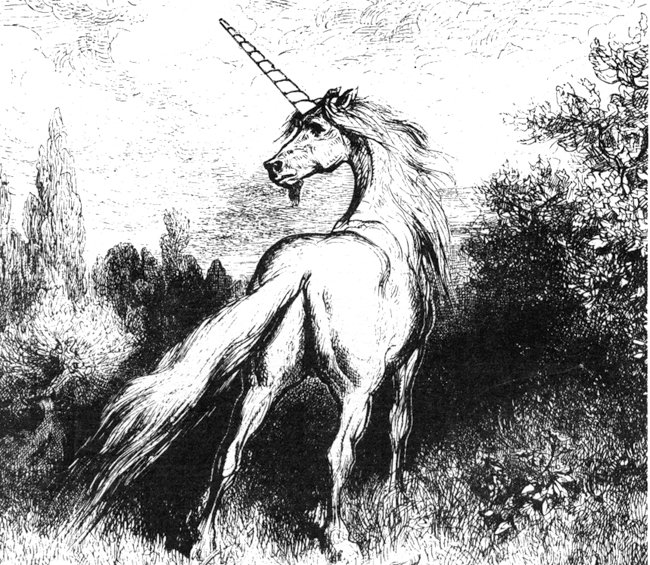
Licorne d'après une gravure romantique du XIXe siècle.

Plusieurs facteurs expliquent la longévité de la croyance en la licorne. Son apparence est plus vraisemblable que celle de créatures mythologiques comme la chimère ou le griffon. La mention écrite de licornes dans certaines traductions de la Bible forme un argument d'autorité en faveur de son existence, en particulier pendant la Renaissance. Sa « corne » circule chez des apothicaires. Personne ou presque n’ayant l’occasion de voir des animaux exotiques en Europe, les érudits de l'époque admettent l’existence du monocéros dans un lointain pays,. Certains textes relèvent vraisemblablement de mensonges, plusieurs médecins affirmant avoir vu des licornes terrestres ou testé les propriétés médicinales de leur corne.
Bruno Faidutti identifie deux périodes historiques marquées par un vif débat autour de l'existence de la licorne dans l'occident chrétien : un débat d'ordre sémantique lié à la classification des espèces animales de la fin du XVIe siècle jusqu'au XVIIe siècle, et un débat principalement lié à l'observation d'antilopes unicornes en Afrique au XIXe siècle. De 1550 à 1620 environ, le débat est selon lui « extrêmement ouvert, et les opinions exprimées très variées et souvent sceptiques ». La controverse resurgit à partir de 1785 ; le caractère « fabuleux » de la licorne n'est véritablement consensuel qu'au début du XXe siècle. Depuis, le syncrétisme a entraîné une tendance à nourrir une vision reconstruite et fantasmée de la licorne, et à en défendre une vision mystique.

### Interprétations bibliques

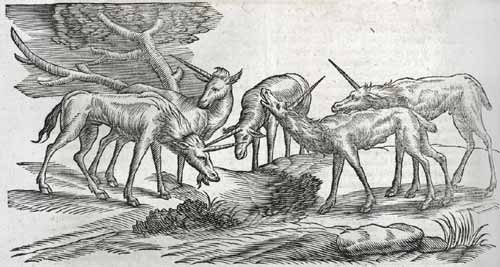
Les re'em d'après une gravure du Hierozoycon, sive de Animalibus Scripturæ de Samuel Bochart en 1663.

L'introduction de la licorne dans certaines traductions bibliques est en partie responsable de son inclusion dans la mythologie chrétienne et de son symbolisme médiéval. Dans les livres de la Bible hébraïque, le mot hébreu re'em (רְאֵם), équivalent de l'arabe rim aujourd'hui traduit par « bœuf sauvage » ou « buffle », apparaît à neuf reprises comme une allégorie de la puissance divine. Les traducteurs de la Bible du roi Jacques et ceux de la Bible de Martin Luther rendent le mot « re'em », respectivement, par « unicorn » et « einhorn », qui signifient « licorne »,.
Au IIIe siècle av. J.-C. et IIe siècle av. J.-C., quand les juifs hellénisés d'Alexandrie traduisaient les différents livres hébreux pour en faire une version grecque appelée Septante, ils utilisaient pour traduire re'em le mot « monocéros » (μoνoκερως), qu'ils devaient connaître par Ctésias et Aristote. À partir du IIe siècle, le judaïsme rabbinique a rejeté la tradition hellénistique et est revenu à l'hébreu (le texte massorétique). Mais, la Septante devient l'Ancien Testament du christianisme : dans sa version latine, la Vulgate, le mot est traduit soit par unicornis, soit par rhinocerotis. Selon Yvonne Caroutch, les kabbalistes auraient remarqué (?) les lettres de la licorne (en tant que re'em) : resch, aleph et mem, celles de la corne étant (queren) qoph, resch et nun.
Ce passage est fréquemment cité pour justifier du caractère indomptable de la licorne :

« Le (re'em) voudra-t-il te servir, passer la nuit chez toi devant la crèche ?

Attacheras-tu une corde à son cou, hersera-t-il les sillons derrière toi ? »

— Job (39, 9-10)

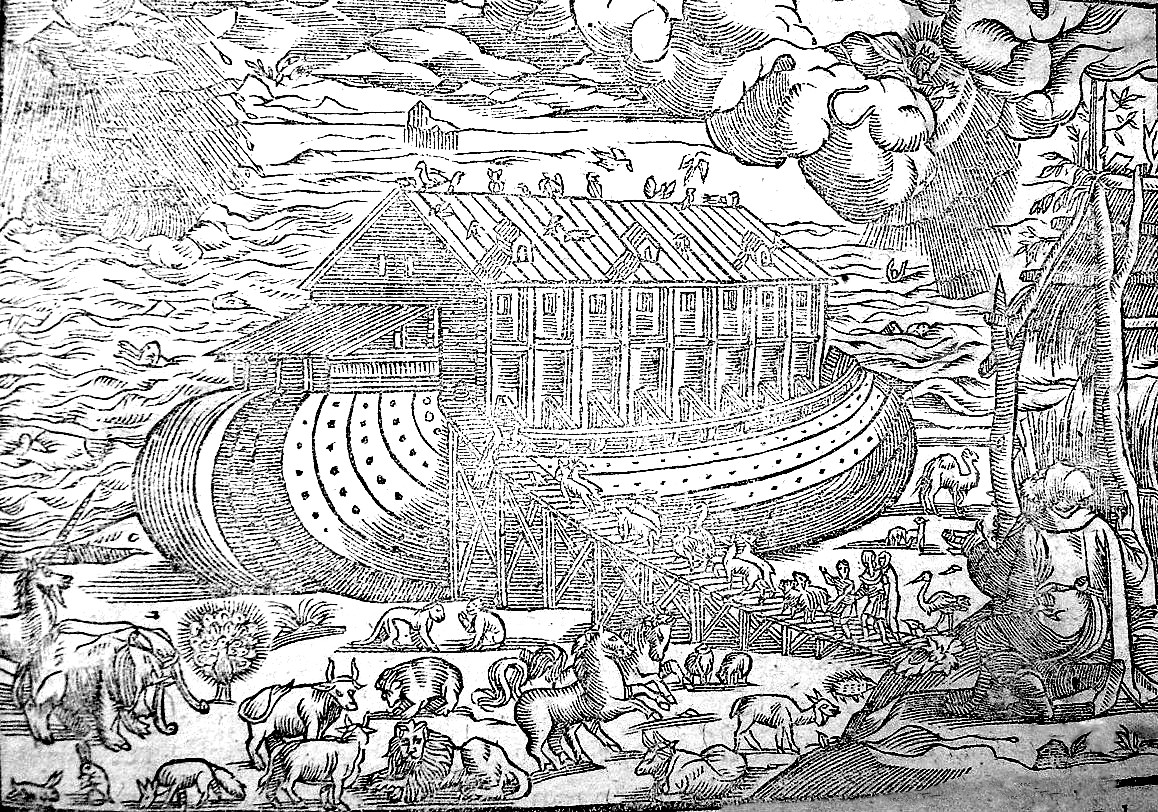
Gravure extraite d'une édition des Antiquités judaïques de 1631.

Le Livre de Daniel utilise l'image d'un bouc avec une grande corne entre les yeux dans le contexte d'une métaphore du royaume d'Alexandre le Grand.
Aeneas Sylvius Piccolomini, le futur pape Pie II, semble croire en l'existence de la licorne (1503). Plusieurs penseurs de la renaissance, dont Conrad Gessner, ont imaginé que la licorne n'aurait pas pu monter dans l'arche de Noé au moment du Déluge. Selon un conte russe, la licorne refuse de monter dans l'arche et préfère nager, sûre de survivre. En quarante jours et autant de nuits, elle reçoit des oiseaux fatigués sur sa corne. Alors que les eaux commencent à baisser, l'aigle se pose à son tour sur sa corne. La licorne, épuisée, coule et se noie. Selon la tradition talmudique, la grande corne de la licorne, signe d'orgueil, l'empêche de trouver une place dans l'arche,. D'après des interprétations de la tradition hébraïque, la licorne ne prend pas place dans l'arche de Noé, mais ses qualités lui permettent de survivre au Déluge. Certaines versions plus récentes ajoutent qu'elle y parvient en devenant le narval. Dans la gravure ci-contre, extraite d'un exemplaire des Antiquités judaïques de Flavius Josèphe publié en 1631, la licorne est le seul animal à ne pas être en couple parmi ceux que Noé s'apprête à sauver des eaux.

### Remises en cause de l'existence de la licorne
Les premiers textes remettant en cause l'existence de la licorne paraissent au milieu du XVIe siècle. En 1562, François Rabelais, par ailleurs médecin, évoque la licorne de façon humoristique dans Pantagruel. En 1566, le Vénitien Andrea Marini publie Discorso contro la falsa opinione dell'Alicorno (en français : Discours contre la fausse opinion de la licorne), un ouvrage critique dans lequel il s'étonne que le commerce des cornes de licornes provienne de l'Angleterre et du Danemark. Ambroise Paré remarque dans son Discours de la licorne, en 1582, une forte disparité dans les descriptions de l'animal, présenté comme tantôt un cerf, tantôt un âne, un cheval, un rhinocéros, voire un éléphant, avec des différences physiques importantes tant pour la couleur (pelage blanc, noir ou brun) et la taille de la corne, que la forme des pieds. Il qualifie la licorne de « chose fabuleuse ». Ambroise Paré met aussi en doute l'utilisation de la corne de licorne comme contrepoison, et procède à une expérience au cours de laquelle il place un crapaud, animal alors réputé venimeux, dans « un vaisseau plein d’eau où la corne de licorne avait trempé ». Il retrouve l'animal trois jours plus tard, « aussi gaillard que lorsqu'il l'y avait mis ». Son ouvrage multiplie ainsi les exemples et les preuves inspirées de la méthode expérimentale pour réfuter l'existence de la licorne, et surtout pour combattre l'usage médicinal de sa corne, très répandu à l'époque.
En 1751, l'article résolument sceptique, voire incrédule, du baron d’Holbach dans l'influente Encyclopédie de Diderot et d'Alembert achève sans doute de ridiculiser cette croyance dans la société européenne. Trente ans plus tard, c'est à peine si Buffon la mentionne encore (« La licorne, […] que la plupart des Auteurs regardent comme un animal fabuleux ») dans sa non moins influente Histoire Naturelle, générale et particulière (Supplément, Tome VI, 1782).

### Défenses de l'existence de la licorne

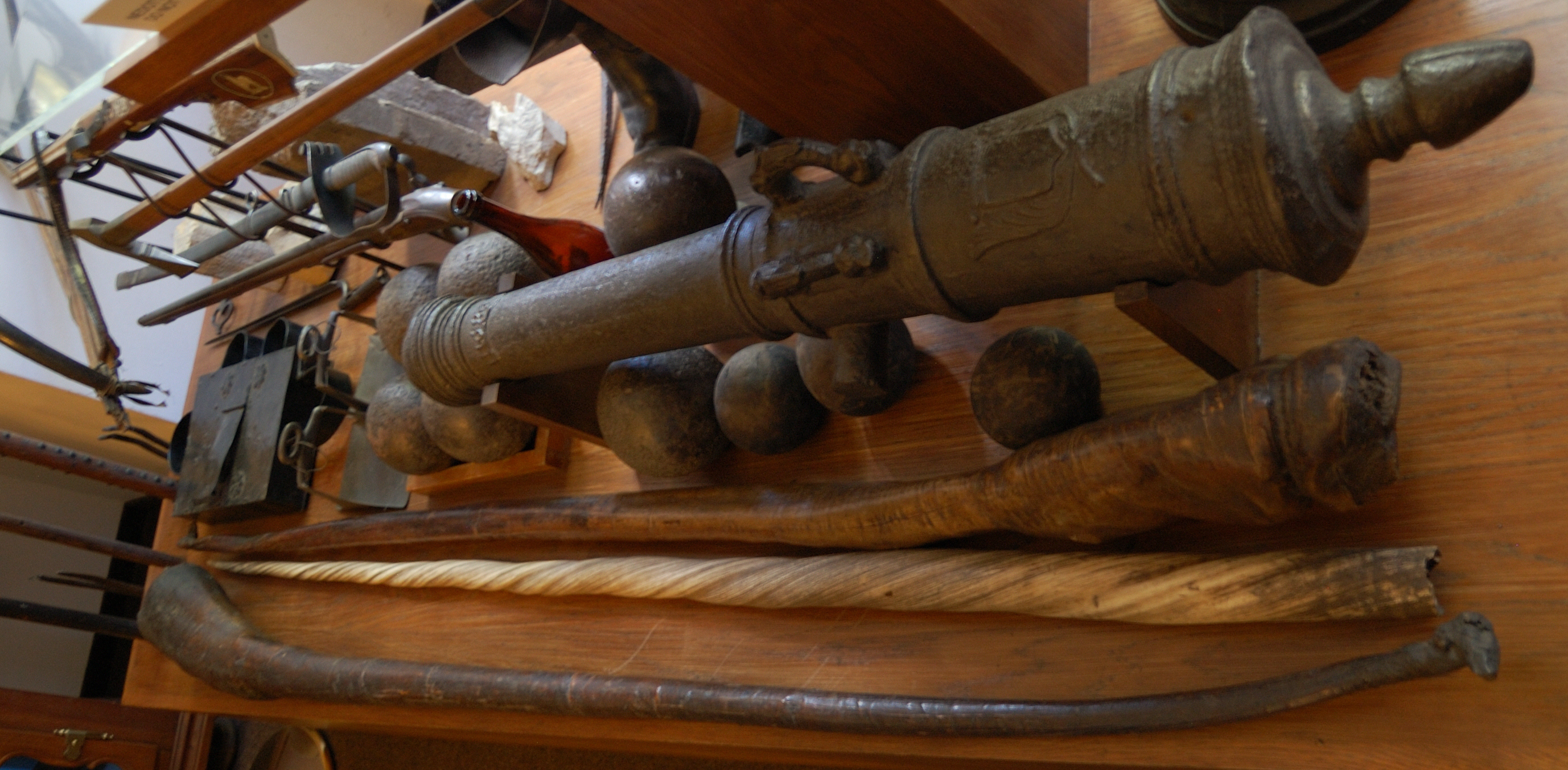
Dent de narval à la bibliothèque et au cabinet de curiosités du monastère de Strahov, 2015

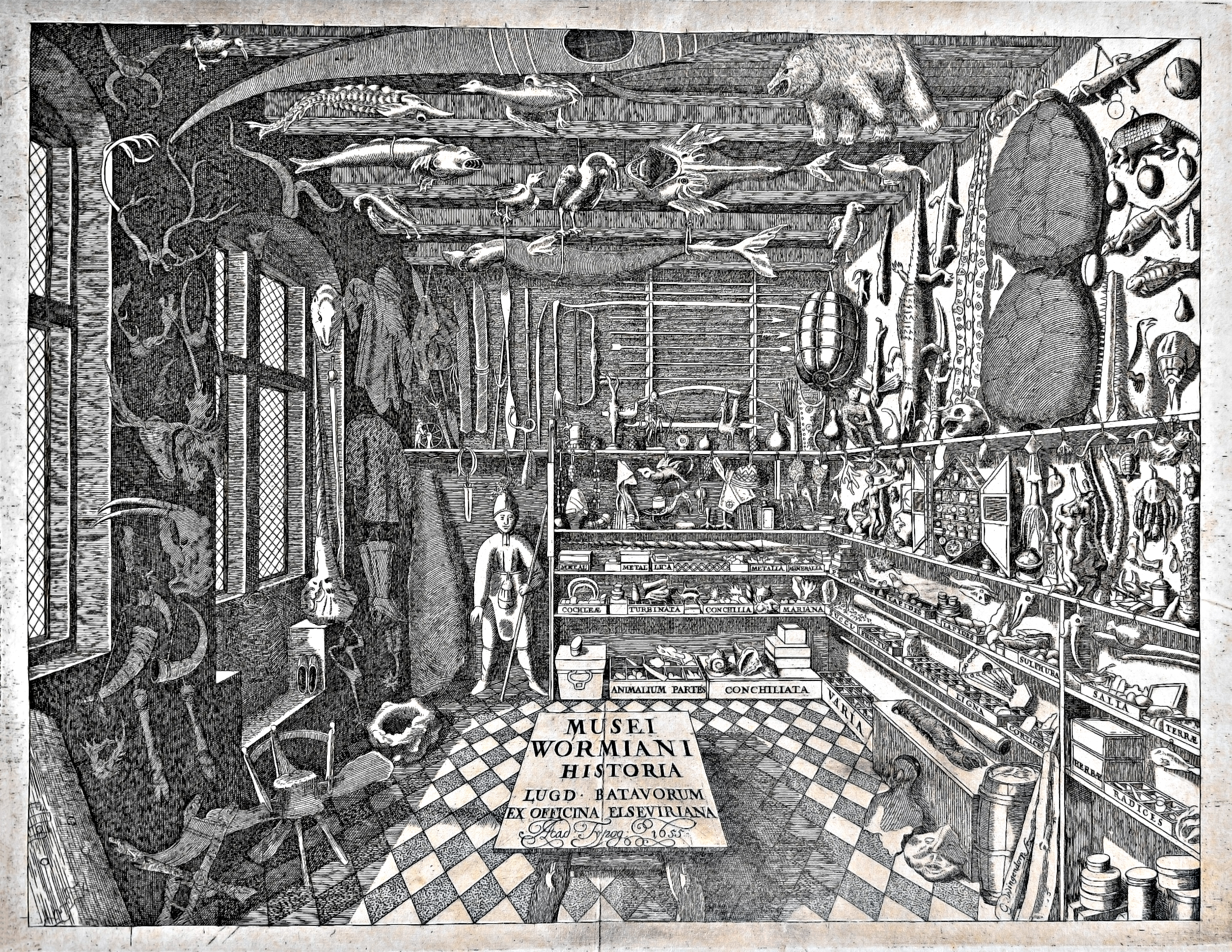
Cabinet de curiosités dans lequel on peut apercevoir une corne de licorne. Museum Wormianum, 1655.

L'ouvrage d'Ambroise Paré lui attire les foudres de certains théologiens et médecins. La Réponse au discours d'Ambroise Paré touchant l'usage de la licorne (1583), texte anonyme et haineux, le compare à Lucifer et affirme que « S’il y a des licornes… ce n’est pas pour ce que l’Écriture Sainte le dit, mais pour ce que réellement et de fait il y en a, l’Écriture Sainte le dit ». Un apothicaire français tenant un cabinet de curiosités, Laurent Catelan, consacre en 1624 son Histoire de la nature, chasse, vertus, proprietez et usage de la lycorne à la défense de l'existence des licornes, en opposant les arguments d'Ambroise Paré aux siens. Il attribue aux licornes un caractère violent et féroce, la capacité à se nourrir de poisons qui se concentrent dans leur corne, un odorat permettant de reconnaître la virginité et l’eau empoisonnée, et une corne elle-même empoisonnée à l'intérieur, attirant à elle tous les poisons présents dans l’eau par sympathie. D'après lui, la licorne s'évanouit de joie lorsqu'elle rencontre une vierge et se laisse mourir de faim si elle est capturée.
En 1797, G. Reusser publie cinq pages « Sur l’Existence de la licorne » dans le Magasin encyclopédique. En 1836, J.F. Laterrade publie une « Notice en réfutation de la non-existence de la licorne ». Le même débat a lieu en langue allemande, J.W. von Müller publiant les 60 pages de Das Einhorn von geschichtlichen und naturwissenschaftlichen en 1853.
Le septième volume de La revue de l'orient, en 1845, fournit une description encyclopédique de la licorne. En 1853, l'explorateur Francis Galton la cherche en Afrique australe, offrant de fortes récompenses pour sa capture : « Les Bushmen parlent de la licorne, elle a la forme et la taille d’une antilope, avec au milieu du front une corne unique pointée vers l’avant. Des voyageurs en Afrique tropicale en ont aussi entendu parler, et croient en son existence. Il y a bien de la place pour des espèces encore ignorées ou mal connues dans la large ceinture de terra incognita au centre du continent ». Odell Shepard cite un scientifique entraîné, qui croit avoir découvert une peinture de licorne en Afrique du Sud à la même époque. Le Glossaire archéologique du Moyen Âge de Victor Gay, paru en 1883, est, d'après Faidutti, le dernier ouvrage francophone à mentionner la licorne comme réelle.

### Croyance en une existence «spirituelle»
Si personne ne croit plus en l'existence physique de la licorne, une croyance en des licornes « spirituelles » perdure de nos jours dans le courant New Age. L'ésotériste américaine D. J. Conway propose d'invoquer une licorne comme guide jusqu'au pays des fées, pour obtenir une croissance spirituelle et une amélioration de ses valeurs morales. Diana Cooper et Tim Whild présentent la licorne (2016) comme un ange gardien immatériel, un « être énergétique » et un « guide spirituel ». Adela Simons assure (2014) que les licornes vivent sur une fréquence vibratoire différente de l'être humain, et que leur (prétendue) présence dans la Bible est une preuve de leur existence. L'adepte du chamanisme et psychothérapeute Steven Farmer cite la licorne parmi les animaux-totem, attribuant à son apparition le message de la nécessité de poursuivre des activités artistiques.

## Symbolisme

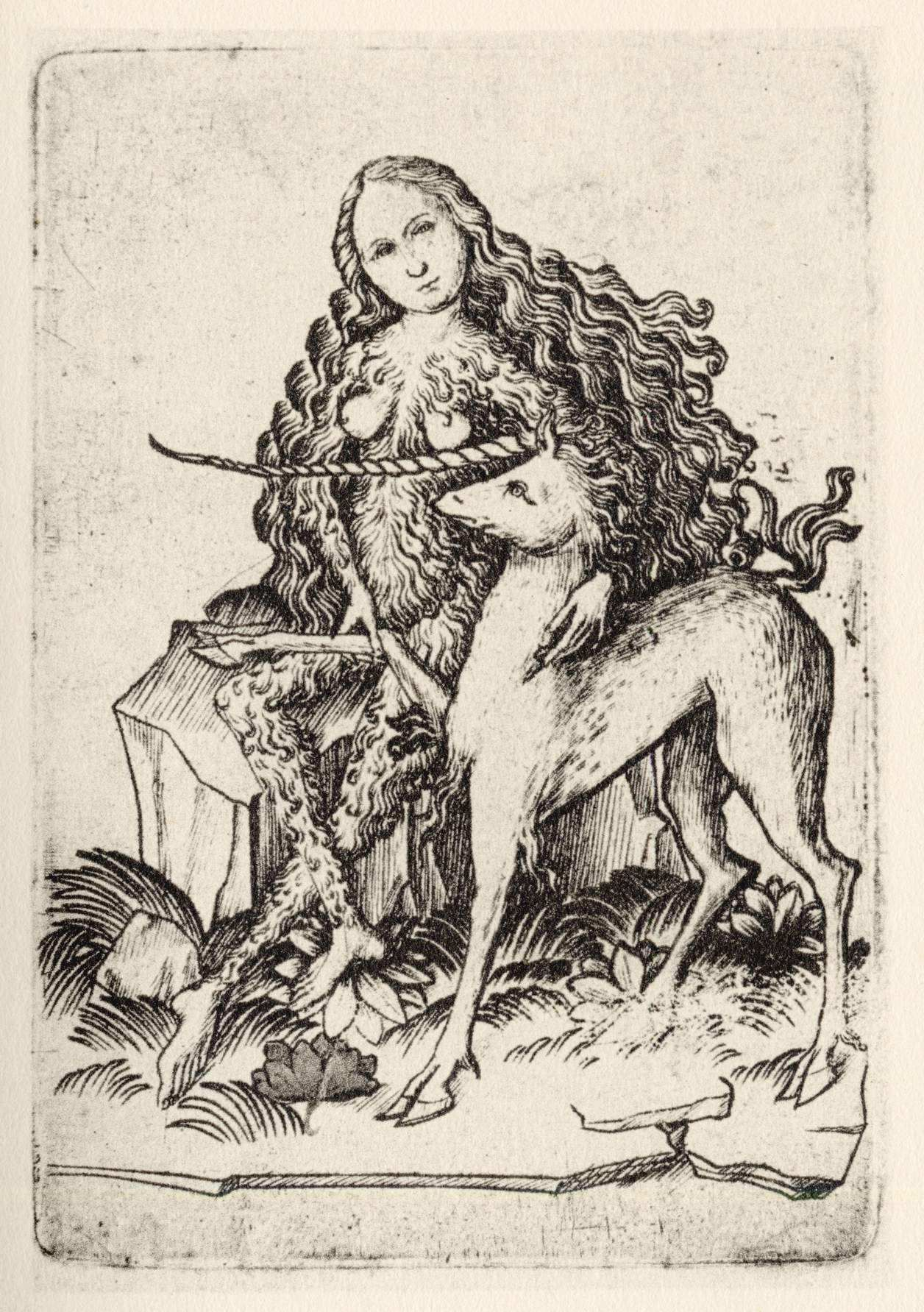
Jeune femme sauvage en compagnie d'une licorne. Gravure pour une carte à jouer du Maître E. S., vers 1460-1467.

Avant que Carl Gustav Jung ne lui consacre une quarantaine de pages dans Psychologie et Alchimie en 1944, la licorne n'intéresse pas tant psychanalystes et symbologues. Souvent associée à la forêt, elle est avant tout rapprochée de la femme, comme le démontrent de multiples récits la décrivant en compagnie d'une jeune vierge,. Son pelage blanc rappelle la lune, astre symbole de la féminité. Sa pureté et sa chasteté s'opposent au lion, au pelage beige ou doré et à la crinière flamboyante, animal solaire et masculin par excellence. D'après les bestiaires médiévaux, la licorne a pour ennemi naturel l'éléphant, et s'oppose plus tard au lion. La « lettre du Prêtre Jean », un faux de la fin du XIIe siècle, raconte le combat entre un lion et une licorne en ces termes « Le lyon les occit moult subtillement, car quand la licorne est lassée, elle se mect de costé ung arbre, et lion va entour et la licorne le cuyde fraper de sa corne et elle frappe l'arbre de sy grant vertus, que puys ne la peut oster, adonc le lyon la tue. »

### Spiritualité et religion
Jean-Pierre Jossua souligne le succès rencontré par la symbolique religieuse de la licorne. Le Physiologus compare en effet Jésus-Christ à « une licorne spirituelle », la corne de la créature à l'unicité de la nature divine du Christ, et la petite taille de la licorne à l'humilité du Christ. Les bestiaires suivants rapprochent la jeune femme vierge accompagnant la licorne de Marie,. Une interprétation britannique de 1929 voit dans la corne de licorne l'unité entre Dieu et son fils Jésus.
D'après les auteurs du Dictionnaire des symboles, la licorne peut renvoyer au Christ ou à la Vierge. Sa corne symbolise une flèche spirituelle, un rayon solaire et une épée de dieu, la révélation divine et la pénétration du divin dans la créature. Selon la morale d'un bestiaire toscan daté de 1468, « la licorne symbolise les hommes violents et cruels auxquels rien ne peut résister, mais qui peuvent être vaincus et convertis par le pouvoir de Dieu ». Jung mentionne aussi un ancien traité d'alchimie de Priscillien, selon lequel Dieu est « unicorne » : « Unicornis est Deus, nobis petra Christus, nobis lapis angularis Jesus, nobis hominum homo Christus ». Selon différents auteurs, la corne de la licorne capte l'Esprit Saint et féconde la madone dans les « Annonciations à la licorne », symbolisant l'incarnation du Verbe de Dieu dans le sein de la Vierge Marie,. L'iconographie de la chasse à la licorne met l'accent sur la persécution du Christ, la trahison envers Jésus-Christ, son flanc percé par une lance comme dans l'épisode biblique de la Passion.
Pour Francesca-Yvonne Caroutch, toutes les licornes seraient des créatures spirituelles issues de la projection de l'expérience intime, fondamentale, du retour de l'unité. C'est l'animal de la tradition par excellence, elle lie la terre au ciel, le visible à l'invisible, les forces telluriques et cosmiques, le conscient et l'inconscient, les opposés, les polarités, elle est puissance et verticalité. Elle travaille sur les énergies subtiles, grâce à l'œil intérieur. D'après le Dictionnaire des symboles, la licorne est à elle seule puissance, faste et pureté, une pureté agissante et une sublimation miraculeuse de la vie charnelle,.

### Dualité

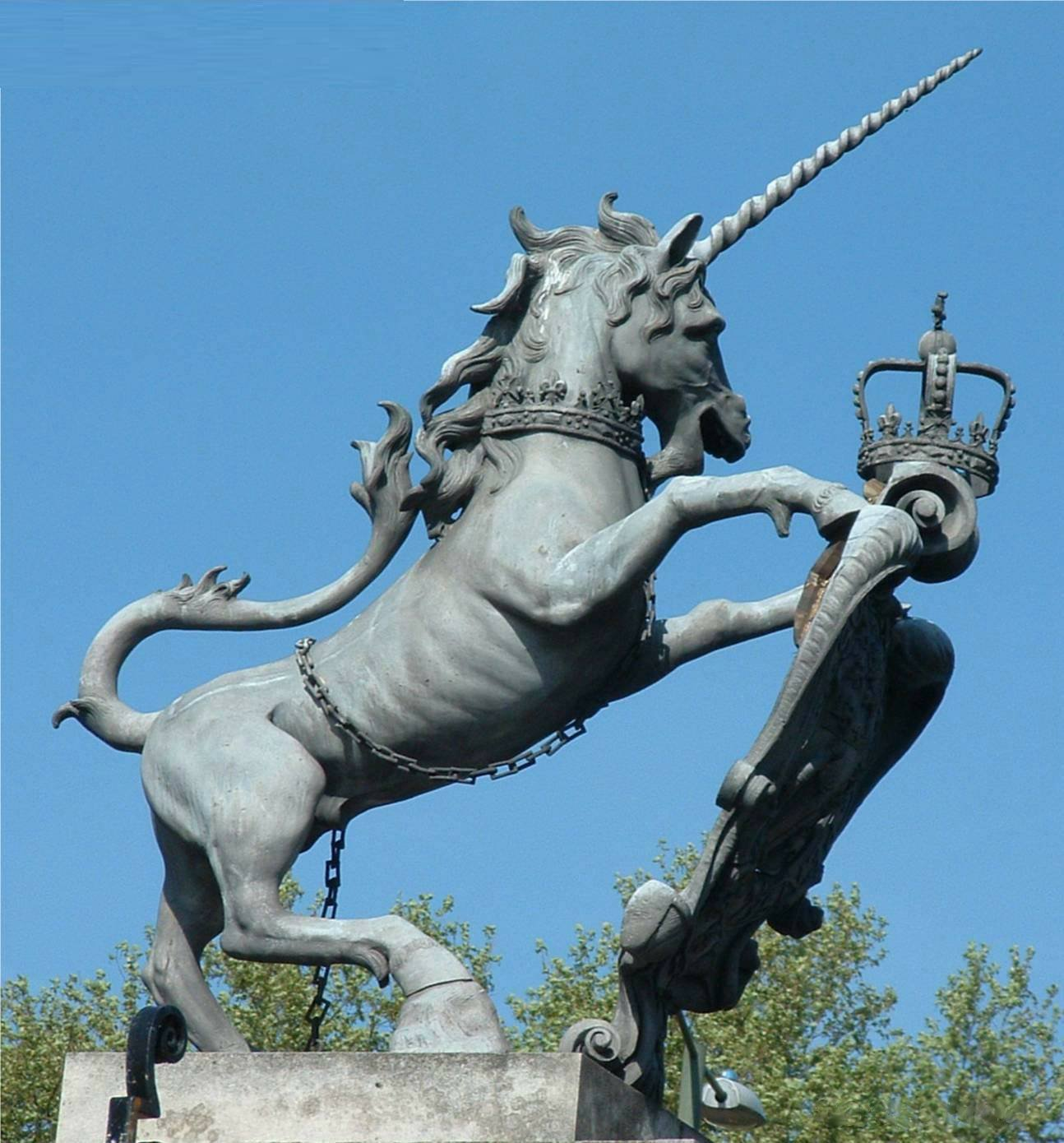
Statue de licorne à Hampton Court, Angleterre.

Dès l'époque des interprétations chrétiennes, la licorne revêt des symboliques opposées, puisqu'elle peut figurer Jésus-Christ ou représenter un danger à fuir dans les Psaumes. Cette dualité de la licorne est évoquée par Voltaire :

« Cette licorne que vous l'avez vu monter est la monture ordinaire des Gangarides ; c'est le plus bel animal, le plus fier, le plus terrible et le plus doux qui orne la terre »

— Voltaire, Œuvres complètes
D'après Caroutch, la nature ambivalente de la licorne, désignant la fusion des polarités, lui permet d'être soleil ou lune, soufre ou mercure, fertilité ou virginité. Selon le dictionnaire des symboles, les œuvres d'art qui présentent deux licornes s'affrontant renvoient à un violent conflit intérieur entre deux de ses valeurs : virginité et fécondité. D'après Jung, la licorne en tant que symbole de la nature double et changeante de tout être vivant, apparaît dans l’allégorie ecclésiastique sous diverses formes pour représenter une « complexio oppositorum » (ensemble formé par des contraires) ou « materia prima » alchimique qui, étant double ou hermaphrodite, est destinée à se transformer. De la même manière, Jung met la licorne en parallèle avec le symbolisme du serpent chez les gnostiques, serpent qui représente l’essence de toute chose dont la nature changeante et multiforme correspond « à une idée clé dans l’alchimie ».
Vue comme un animal pur et indomptable, le pouvoir de la licorne de déceler les impuretés renvoie (selon d'Astorg) à la fascination que la pureté exerce sur les cœurs corrompus. Pour Caroutch, c'est une créature farouche, veillant sur le jardin de la connaissance. Androgyne, la licorne évoque la restauration de l'état édénique. Elle est l'animal tantrique qui transmute les souillures et l'un des animaux gnostiques proposant la libération par la connaissance.
La licorne est l'un des rares animaux à corne qui ne soit pas présentés comme maléfiques, bien qu'il en existe aussi des représentations démoniaques. Elles possèdent alors généralement une corne courbée, et se laissent chevaucher par des démons ou des sorcières. Deux textes occidentaux, au moins, présentent des licornes dangereuses et menaçantes : la version chrétienne de la légende de Barlaam et Josaphat, et le conte du Vaillant Petit Tailleur. Selon Carl Jung, la licorne peut symboliser le mal, c'est-à-dire l'inconscient, parce qu'elle est dès l'origine un animal fabuleux et monstrueux.

### Amour et sexualité

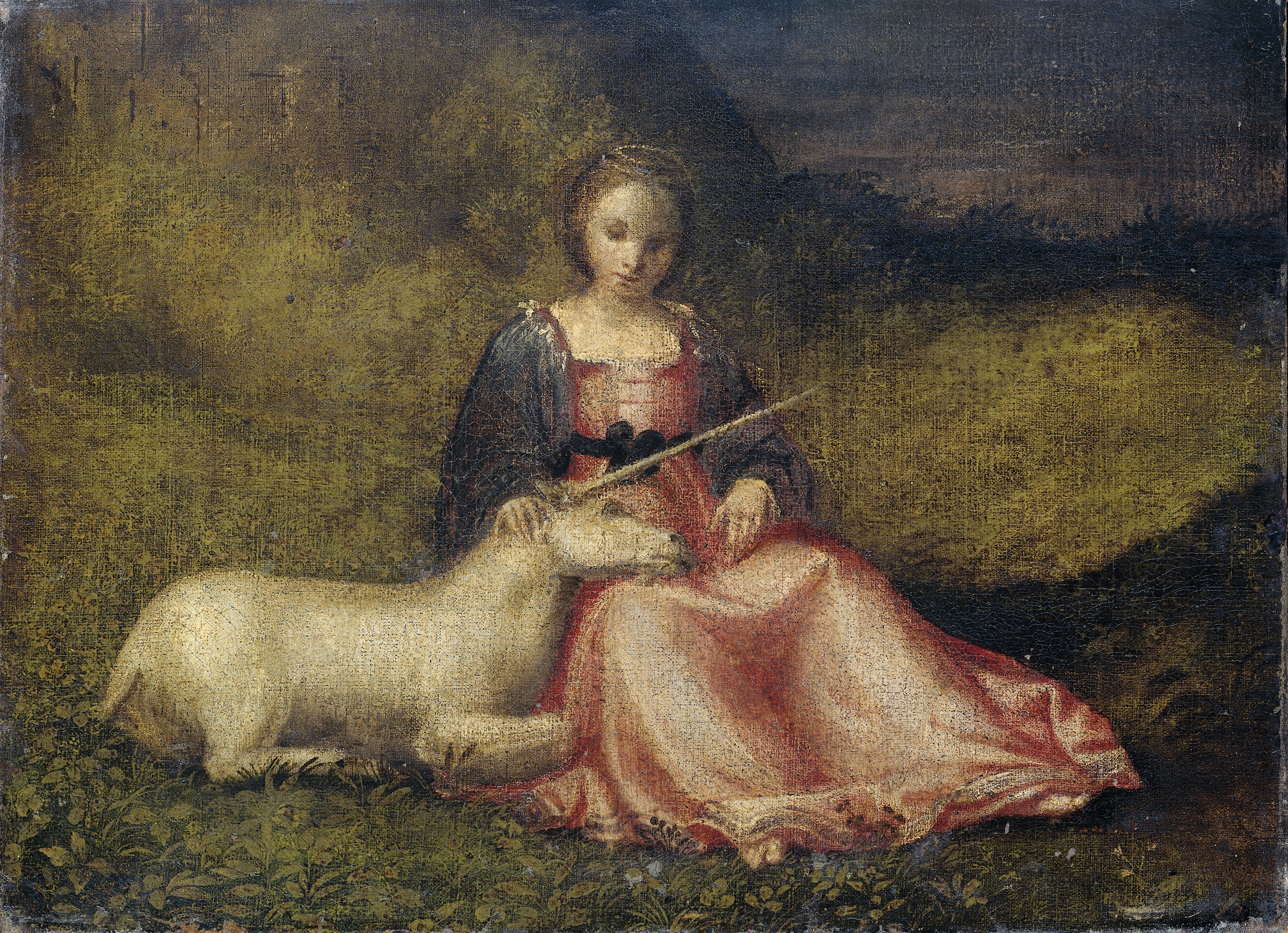
Femme et licorne, huile sur toile vénitienne anonyme, vers 1510, Rijksmuseum.

La licorne symbolise aussi l'amour : Bertrand d'Astorg voit dans la licorne les grandes amoureuses qui refusent l'accomplissement de l'amour qu'elles inspirent et qu'elles partagent. Lorsqu'elle est représentée avec sa corne dressée vers le ciel, elle évoque la puissance et la fertilité. Son symbolisme sexuel est explicite, car cet animal est femelle et vierge, mais sa corne de forme phallique est un attribut mâle. Selon le Dictionnaire des symboles, cette corne peut symboliser une étape de la différenciation et la sublimation sexuelle. Elle est comparable à une verge frontale, un phallus psychique renvoyant à la fécondité spirituelle. Gilbert Durand renvoie la corne de la licorne à la puissance virile. La licorne est parfois associée à la lascivité et à la luxure, comme le prouvent quelques statues et des bas-reliefs où elle place sa corne entre les seins nus d'une femme.

### Alchimie

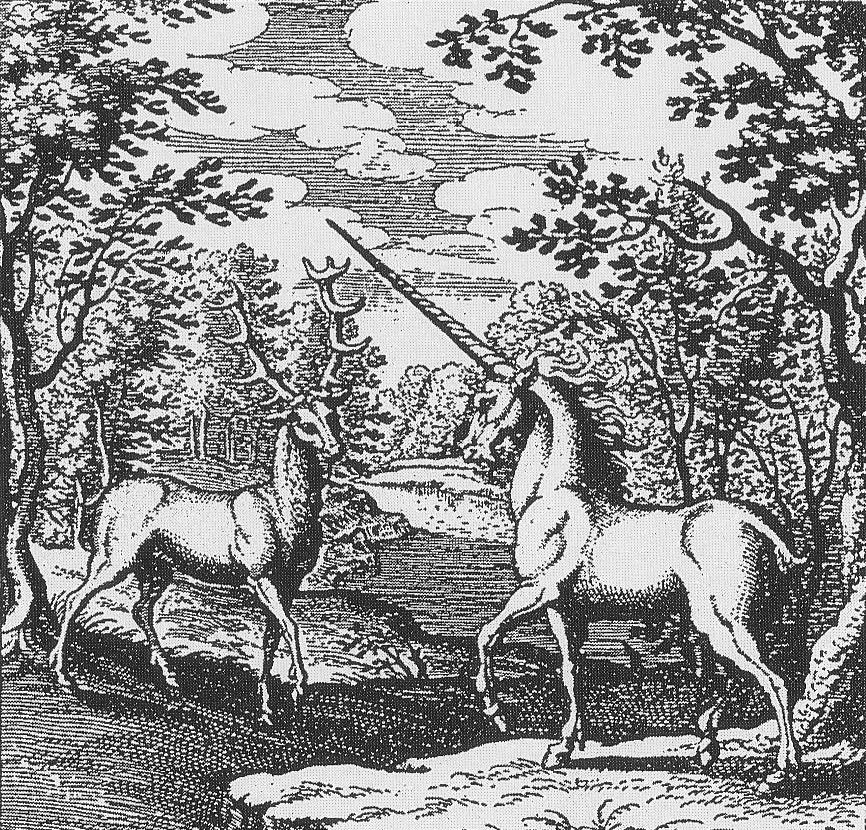
Cerf et licorne dans une forêt — 3e figure du Traité de la pierre philosophale de Lambspring.

D'après Faidutti, la licorne apparaît rarement et plutôt tardivement dans le pourtant riche bestiaire de la symbolique alchimique. Une représentation de la licorne et de la Vierge figure dans l'une des versions XVIe siècle du manuscrit enluminé de l'Aurora consurgens. Elle apparaît aussi, avec des significations différentes, dans deux livres d'emblèmes du tournant du XVIe siècle et du XVIIe siècle. Dans le poème alchimique De lapide philosophico (De la pierre philosophale) attribué à un certain Lambspring, publié pour la première fois en 1598 et illustré en 1625, la triade forêt / cerf / licorne représente allégoriquement les trois parties de l'homme corps / âme / esprit qui, dans la théorie paracelsienne, sont utilisés pour représenter les trois « principes » constituants de la matière : le mercure, le soufre et le sel. Le cerf ailé se retrouve également associé à la licorne. Dans une illustration de la Philosophia reformata (1622) de Johann Daniel Mylius, la licorne sous un rosier symbolise l'une des sept étapes du grand œuvre alchimique.
Jung évoque la croyance que les jeunes vierges calment la licorne, qu’il met en parallèle avec l’image d’un lion blessé sur les genoux d’une reine, pour dire que la licorne, comme le lion, symbolise la force masculine sauvage et pénétrante du « spiritus mercurialis » alors que la jeune vierge ou la reine, symbolisent l’aspect féminin et passif de ce même mercure. Le cerf est un symbole du mercure philosophique, associée à l'or de la licorne, du lion, de l'aigle et du dragon. Selon Francesca-Yvonne Caroutch, la licorne est l'un des emblèmes favoris des alchimistes, parce qu'elle neutralise tout venin, tout poison, elle œuvre à la transmutation alchimique en spiritualisant la matière.
Tour à tour soleil et lune, semence et matrice, la licorne incarnerait le solve et coagula, pour dissoudre le corps et coaguler l'esprit, spiritualiser le corps et donner corps à l'esprit. D'après Caroutch, dans la tradition hermétique, la licorne serait associée à l'œuvre au blanc, et l'escarboucle visible sous sa corne unique annoncerait le phénix de l'œuvre au rouge. Seul un sage accompli serait sûr de reconnaître la licorne, car elle peut déceler tout ce qui est altéré, impur, pollué ou maléfique. Selon le dictionnaire des symboles, elle désigne le chemin vers l'or philosophal aux hermétistes occidentaux.

### Psychanalyse
Les travaux de Carl Gustav Jung sur la licorne inspirent une grande variété d'interprétations, opposant notamment l'approche jungienne à l'approche lacanienne dans le domaine de l'interprétation des rêves. Hélène Renard décrit la licorne onirique comme source de force lors de difficultés passagères, en se fondant sur l'ouvrage le Mystère de la Licorne de Francesca-Yvonne Caroutch.
Au cours d'un colloque de 1960, Serge Leclaire, premier disciple de Jacques Lacan, relate le rêve d'un de ses analysants. Ce rêve est connu en psychanalyse sous le nom de « Rêve à la licorne » : « La place déserte d'une petite ville : c'est insolite ; je cherche quelque chose. Apparaît, pieds nus, Liliane – que je ne connais pas – qui me dit : il y a longtemps que je n'ai pas vu de sable aussi fin. Nous sommes en forêt et les arbres paraissent curieusement colorés de teintes vives et simples. Je pense qu'il doit y avoir beaucoup d'animaux dans cette forêt, et comme je m'apprête à le dire, une licorne croise notre chemin ; nous marchons tous les trois vers une clairière que l'on devine, en contrebas. »
Dans une première analyse, Leclaire extrait de ce qu'il appelle un texte inconscient ou texte hiéroglyphique, c'est-à-dire une chaîne constituée des mots Lili-plage-sable-peau-pied-corne, dont la contraction radicale donne Li-corne. Ce point de départ considéré comme ne dépassant pas le niveau préconscient, donna lieu à un approfondissement ultérieur par son auteur et à de nombreux commentaires et interprétations par différents psychanalystes.

## Représentations picturales de la licorne

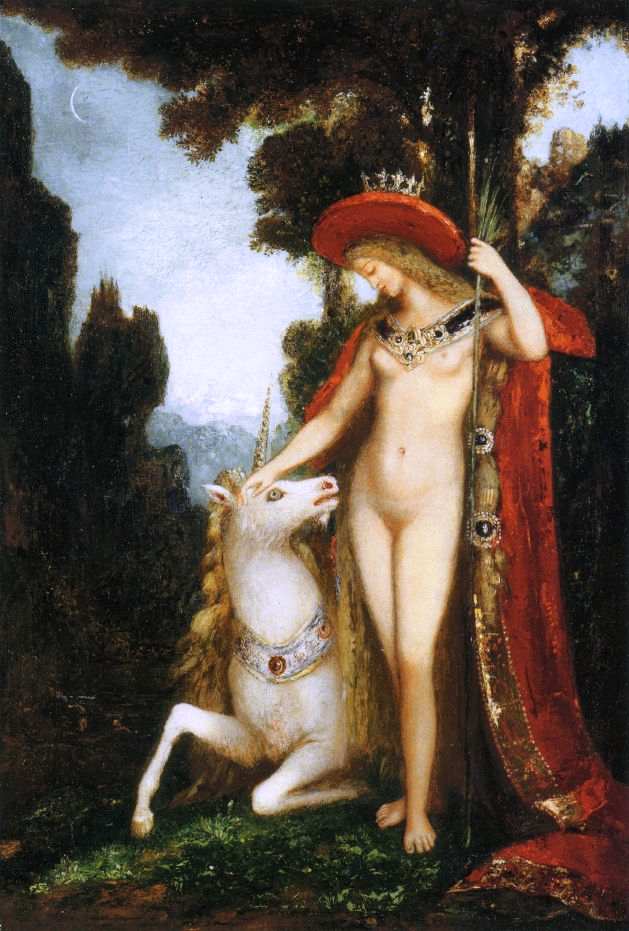
Gustave Moreau, La licorne, huile sur toile, 1884-1885.

D'après Jean-Pierre Jossua, le succès des représentations de licornes repose sur l'image du couple qu'elles forment en association avec une jeune femme vierge. La licorne inspire en effet de très nombreuses représentations dans l'occident chrétien : dans son ouvrage Spiritalis unicornis, catalogue des représentations médiévales, le franciscain Jürgen Werinhard Einhorn (Einhorn signifiant "licorne" en allemand) recense plusieurs milliers d'images de licorne pour le seul Moyen Âge. L'association femme-licorne perdure après le Moyen Âge ; le peintre français Gustave Moreau (1826-1898) y recourt ppel dans une perspective érotique (voir ci-contre).
D'après Bruno Faidutti, les deux thèmes artistiques médiévaux les plus populaires sont la scène de la chasse à la licorne et celle de la purification des eaux à l'aide de sa corne. Un thème artistique mineur, moins populaire, est celui du combat de la licorne contre l'éléphant et/ou le lion. Dans les bestiaires médiévaux et l'iconographie du XVe siècle, la licorne est volontiers associée aux hommes, femmes et bêtes sauvages,, ou chevauchée par des sylvains. Le symbolisme et les allégories favorisent la couleur blanche. C'est à la Renaissance que la licorne devient une créature plus fine, plus proche de la taille du cheval que de la chèvre, ne gardant que les sabots fendus et la barbichette en souvenir de son passé de « chevreau ». La robe blanche de cette licorne qui acquiert du cheval sa taille et sa noblesse s'impose pour un animal symbole de pureté et de modestie.
Dans le monde musulman, des animaux unicornes composites sont attestés, souvent sous l'apparence de la licorne ailée, en combinant parfois des attributs de félin. Les représentations de licorne ailée lui confèrent également les attributs symboliques de Pégase.

### Miniatures médiévales

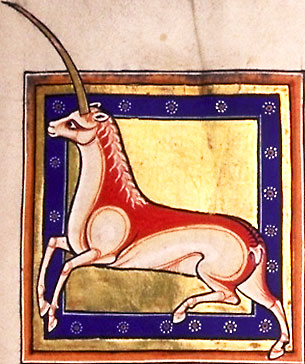
Licorne du Bestiaire d'Aberdeen, vers 1200.

D'après Jean-Pierre Jossua, le récit du Physiologus donne naissance à une imagerie de licornes foisonnante, notamment dans les miniatures médiévales. Il estime que cette imagerie de séduction d'un animal sauvage, évoquant sensualité et tendresse, est pour beaucoup dans le succès de la licorne médiévale, le texte religieux l'accompagnant étant de son point de vue plutôt superficiel.
Les premières licornes médiévales inspirées des descriptions de Physiologos et de Ctésias ressemblent rarement à un « cheval blanc », pouvant être proches de chèvres, moutons, biches, voire de chiens, d'ours, et même de serpents. Leurs couleurs varient, et incluent le bleu, le brun et l'ocre. Leur taille est plus proche de celle du chevreau que du cheval. Des manuscrits basés sur la Topographie chrétienne de Cosmas Indicopleustès rapprochent la licorne d'une chèvre noire ou blanche, avec une barbichette et une longue corne droite. La scène de la chasse à la licorne se généralise au XIIe siècle.
Comme le souligne Bruno Faidutti, la majorité des miniatures médiévales reprennent une mise en scène inspirée du Physiologus : la bête est séduite par une vierge traîtresse, pendant qu'un chasseur lui transperce le flanc avec une lance. Liée à la virginité des jeunes filles, cette scène de « capture de la licorne » semble issue de la culture de l’amour courtois, du respect de la femme, des loisirs délicats, de la musique et de la poésie :

Représentations de la chasse à la licorne dans les bestiaires médiévaux
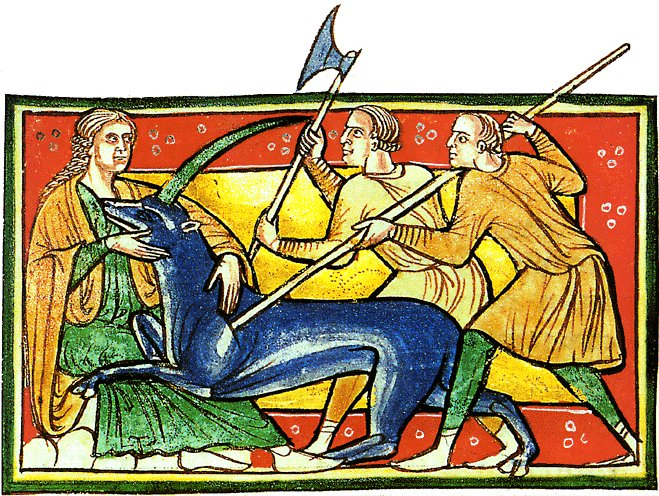
Bestiaire de Radford (Morgan Library, MS M. 81), folio 12 verso, vers 1185, Angleterre.
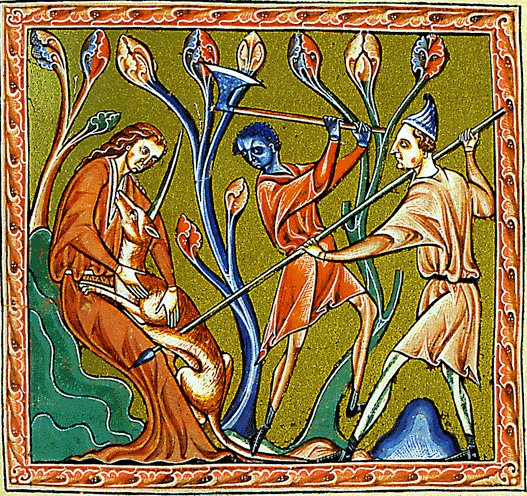
Bestiaire d'Ashmole (MS. Ashmole 1511), f.14v., début XIIIe siècle, Angleterre.
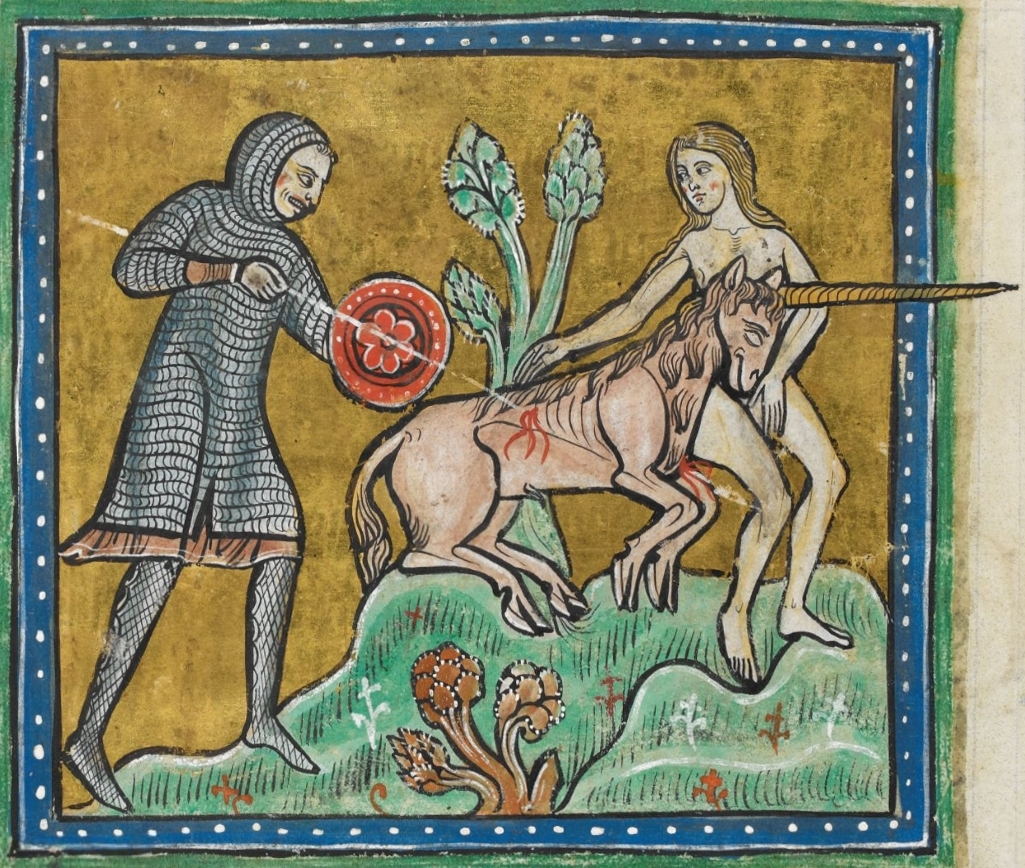
Bestiaire de Rochester, f.10, v. 1230, Angleterre
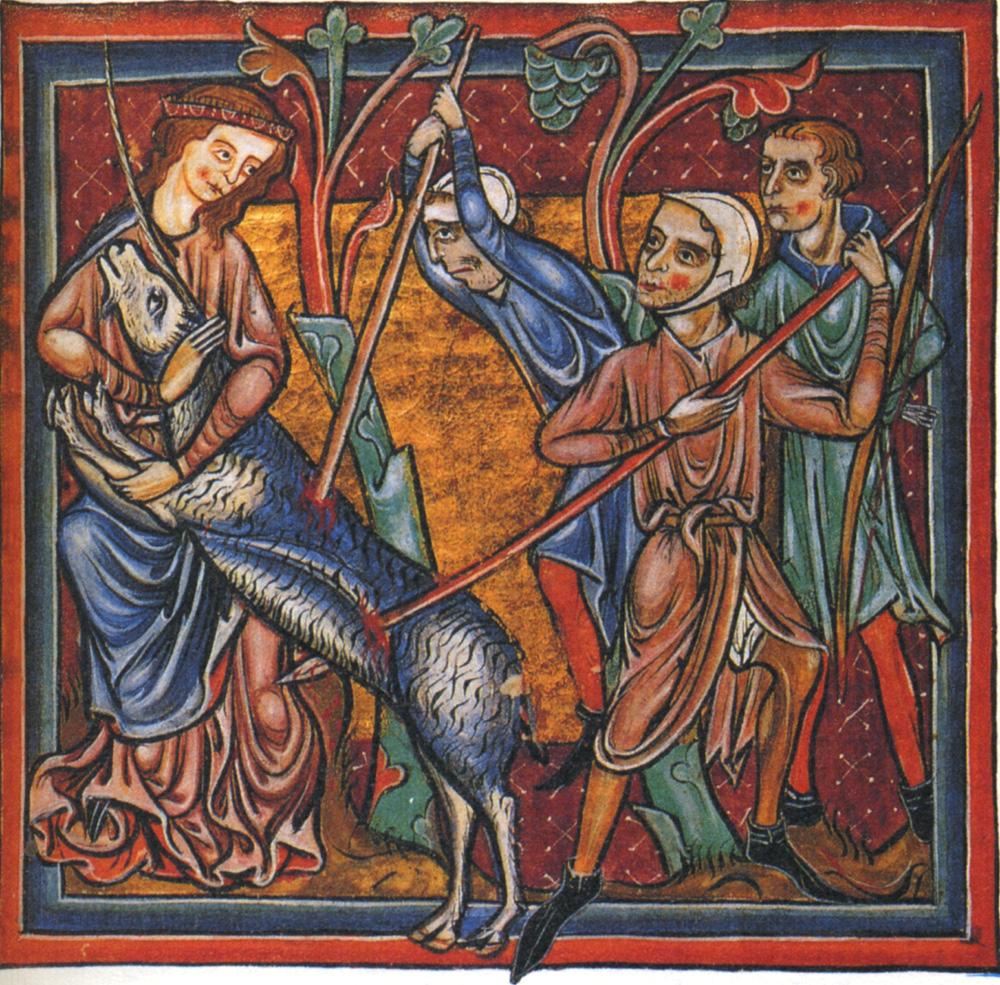
Bibliothèque bodléienne, MS. Bodley 764, f.10v., vers 1225 – 50, Angleterre.
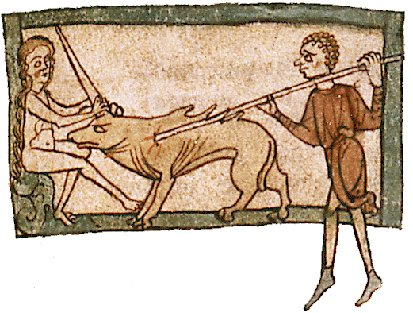
Guillaume Le Clerc de Normandie, Bestiaire de Guillaume le Clerc (Bibliothèque bodléienne, MS. Douce 132), f.70r., vers 1250, Angleterre.
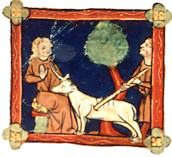
La chasse à la licorne. Pierre de Beauvais, Bestiaire, f.205v., v. 1285. Artois.
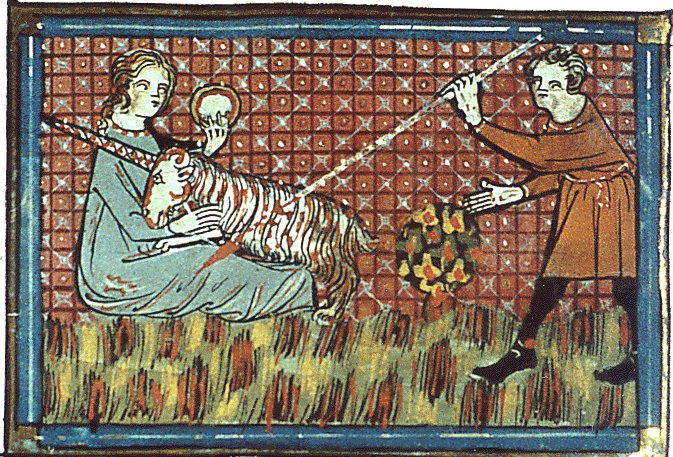
La chasse à la licorne. Richard de Fournival, Bestiaire d’amour, f.74v., 1325 – 1350, Paris.
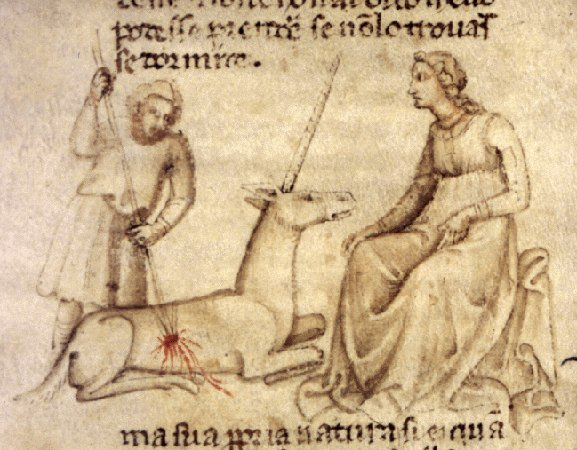
La Mise à mort de la licorne. Bestiaire (BNF, Italien 450), f.13v., XIVe siècle.

### Tapisseries
D'après Faidutti, la licorne est emblématique des tapisseries de la Renaissance, en particulier de celles des ateliers de Flandres, qui la représentent le plus souvent en compagnie d'une dame ou d'animaux. Les deux plus célèbres sont probablement La Dame à la licorne et La Chasse à la licorne, qui inspirent de nombreux commentaires et des travaux plus ou moins sérieux,.
La Chasse à la licorne est une série de sept tapisseries exécutées à la fin du XVe siècle, qui représentent un groupe de nobles poursuivant et capturant une licorne. Leur origine reste controversée. La série fut achetée par John Davison Rockefeller, qui en fit don au Musée des Cloisters, où elle se trouve de nos jours.
Les six tapisseries de La Dame à la licorne, datées de la même époque, sont exposées au Musée de Cluny à Paris. Probablement commandées pour Antoine Le Viste, elles constituent les plus célèbres pièces de ce musée et attirent de très nombreux visiteurs. Les circonstances de leur commande restent peu claires, mais elles pourraient avoir constitué des cadeaux de mariage. Sur chacune d'elles, un lion et une licorne sont représentés à droite et à gauche d'une dame. Ces tapisseries font l'objet de très nombreuses spéculations au moment de leur redécouverte et de leur restauration, au XIXe siècle. Cinq de ces représentations illustrent un sens, vraisemblablement en suivant une progression du plus matériel au plus spirituel. La sixième tapisserie, sur laquelle on peut lire la formule « À mon seul désir » sur une tente, est plus difficile à interpréter, mais semble relever d'une représentation moralisante d'un « sixième sens »,. La cinquième tenture de saint Étienne, dans le même musée, montre le corps du Saint exposé aux bêtes, dont une licorne. Il existe d'autres tentures bruxelloises avec des licornes, telle celle de Guillaume Tons l'Ancien, datée de 1565.

Représentations de la licorne dans les tapisseries de la Renaissance
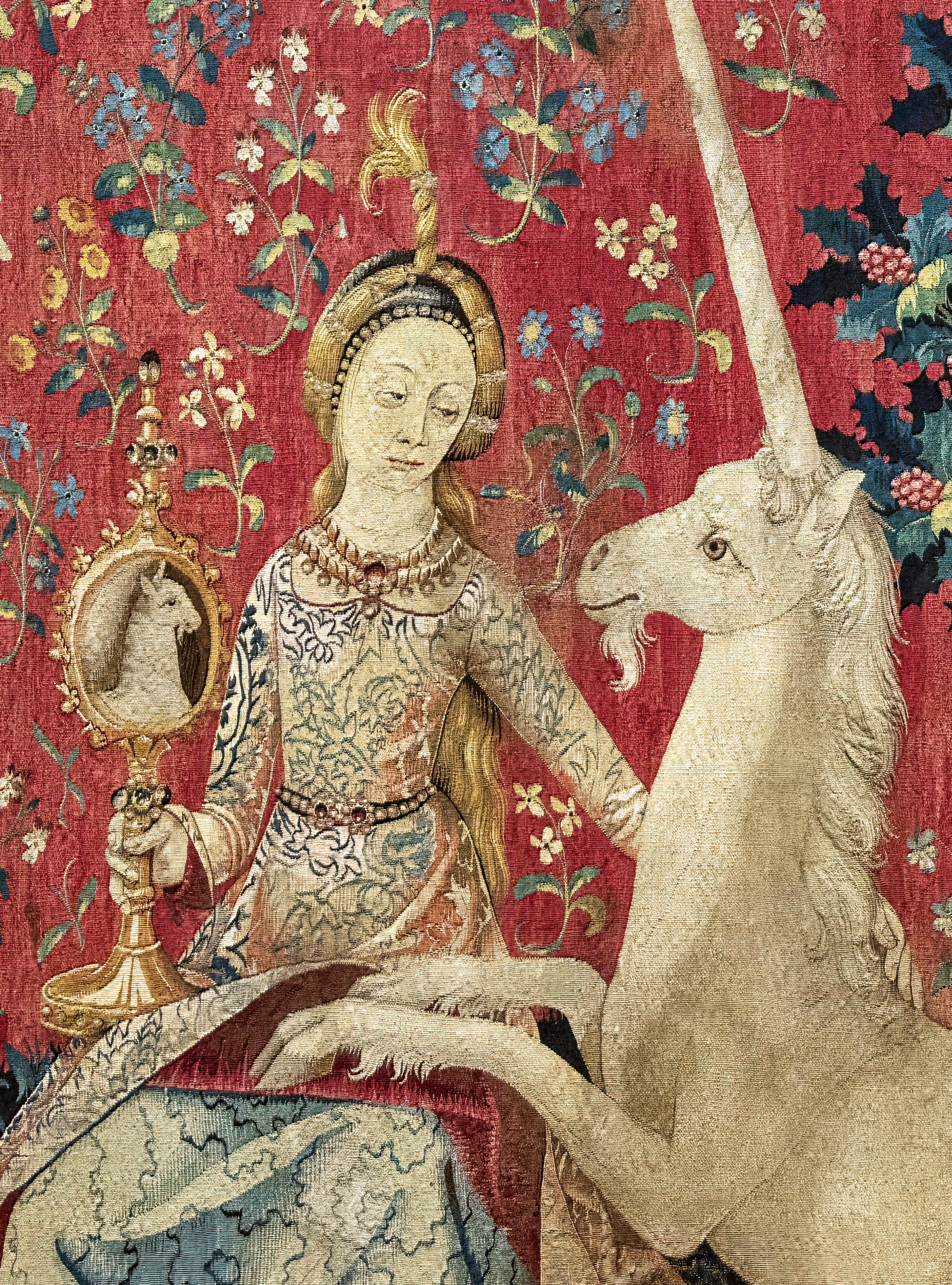
La Dame à la licorne, tapisserie de la vue (détail) exposée au Musée de Cluny.
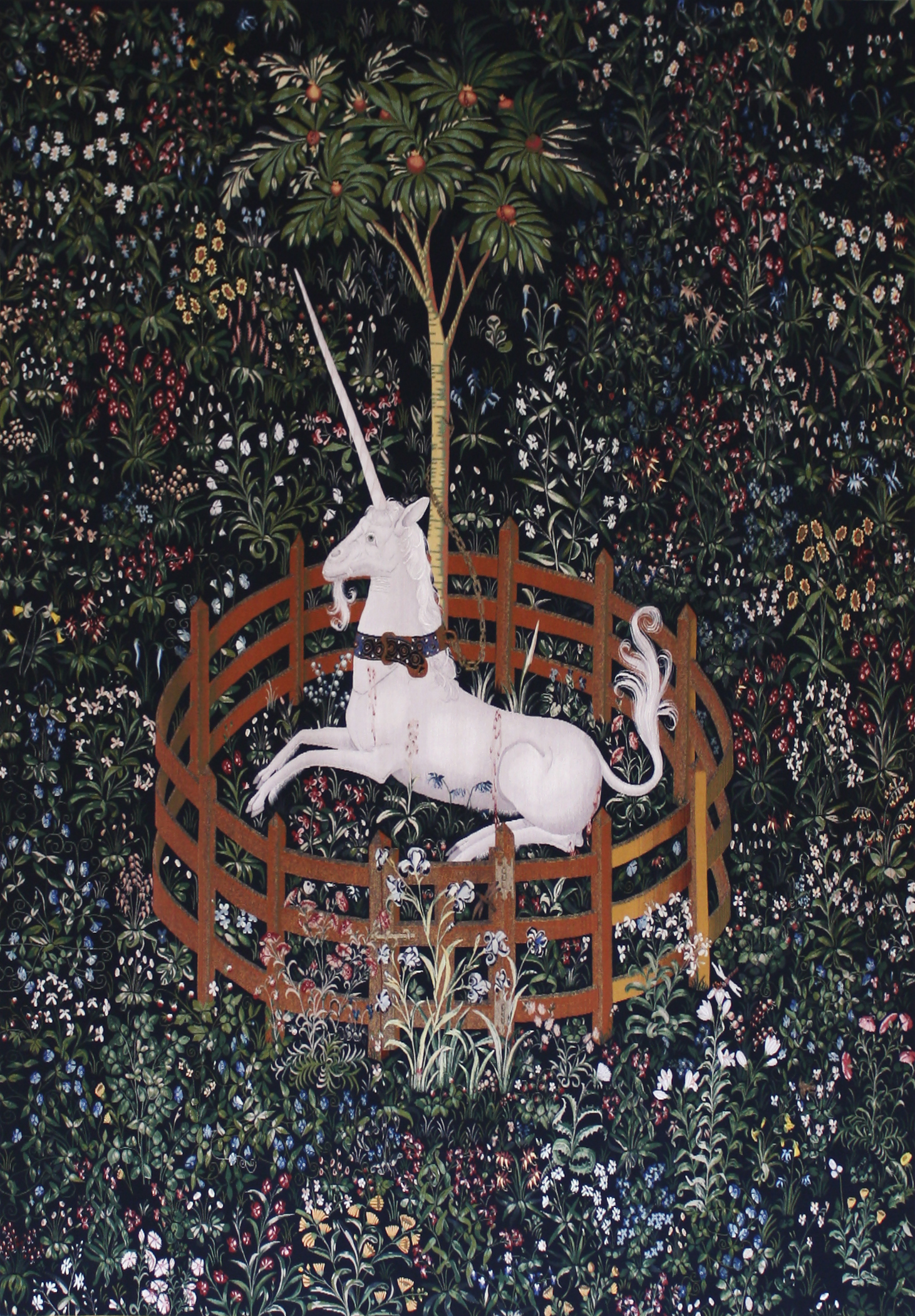
La Licorne captive, Tapisserie de la série de La Chasse à la licorne, vers 1500, Musée des Cloisters, Metropolitan Museum of Art, New York.
La tenture de saint Étienne, scène VIII, vers 1500, Musée de Cluny.

### Représentations féeriques modernes

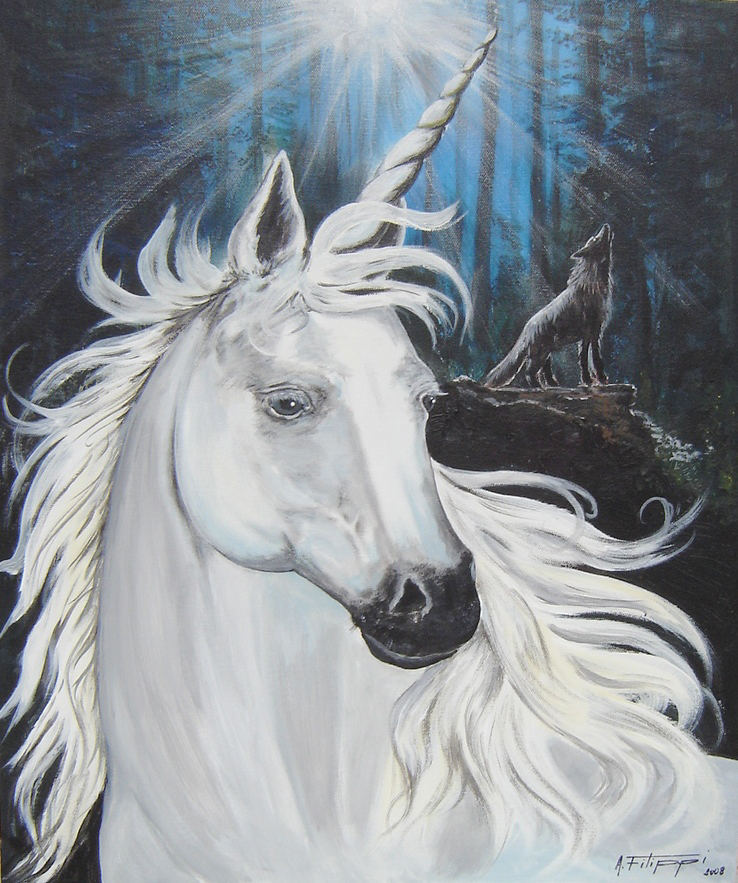
Licorne, telle qu'on se la représente généralement depuis la fin du XIX.

L'apparence de la licorne dans les œuvres du XIXe siècle et postérieurement, inspirées par la féerie, accentue encore la proximité avec le cheval blanc, puisqu'elle perd parfois sa barbichette et ses sabots fendus. Dépeinte comme une créature solitaire, pure et bénéfique, inspirée par l'idéologie New Age, la licorne porte désormais au front une corne de couleur blanche, dorée ou argentée. Elle est décrite comme « un cheval magique avec une corne », scintillante sous la lumière de la lune, cette corne dorée ou argentée renvoie au monde féerique et à la magie.
Bruno Faidutti et Yvonne Caroutch citent la description de Bertrand d'Astorg à titre d'exemple :

« C'était une licorne blanche, de la même taille que mon cheval mais d'une foulée plus longue et plus légère. Sa crinière soyeuse volait sur son front ; le mouvement faisait courir sur son pelage des frissons brillants et flotter sa queue épaisse. Tout son corps exhalait une lumière cendrée ; des étincelles jaillissaient parfois de ses sabots. Elle galopait comme pour porter haut la corne terrible où des nervures nacrées s'enroulaient en torsades régulières »

### Héraldique et logos

Blason imaginaire de Gringalas le Fort.

La licorne est une figure héraldique imaginaire. D'après Michel Pastoureau, jusqu'au XIVe siècle, elle est quasiment absente des blasons, probablement en raison de l'isolement de la culture héraldique (?). Elle est le plus souvent représentée blanche. Sa silhouette était plus proche de celle du chevreau à l'origine, ne se rapprochant du cheval qu'à partir du XVe siècle, mais conservant une barbiche caractéristique. Elle est surtout utilisée comme support dans l'ornement extérieur de l'écu. Elle est beaucoup plus rare à l'intérieur de l'écu, bien qu'il existe des exemples dans les pays germaniques.
Bruno Faidutti cite le blason du chevalier de la table Ronde Gringalas le Fort, de sable à la licorne d’argent accornée et ancornée d’azur, comme l'un des plus vieux exemples de blason à la licorne connus. Cet animal devient l’un des emblèmes les plus utilisés par les seigneurs et chevaliers à partir du XVIIe siècle. Elle symbolise leurs vertus. D'après un traité d'armoiries londonien publié en 1610, « sa noblesse d’esprit est telle qu’elle préfère mourir qu’être capturée vivante, en quoi la licorne et le vaillant chevalier sont identiques ». De même, Marc de Vulson de La Colombière (1669) écrit que « cet animal est l’ennemi des venins et des choses impures ; il peut dénoter une pureté de vie et servir de symbole à ceux qui ont toujours fui les vices, qui sont le vrai poison de l’âme ». Bartolomio d'Alvano, capitaine au service des Orsini, tire parti de cette symbolique en faisant broder une licorne plongeant sa corne dans une source sur son étendard, avec la légende « Je chasse le poison ».

Armoiries du Royaume-Uni.

Dans les armoiries de Grande-Bretagne, le lion représente l’Angleterre et la licorne l’Écosse. La présence combinée de ces deux créatures symbolise l’union impériale des deux couronnes. Lewis Carroll cite une chanson enfantine anglaise, dans De l’autre côté du miroir, rappelant l’origine de ces supports d’armes :
| The Lion and the Unicorn were fighting for the crown: The lion beat the unicorn all around the town | Le lion et la licorne se disputaient la couronne Le lion battit la licorne tout autour de la ville | Pour la couronne d’or et pour la royauté, Le fier Lion livrait combat à la Licorne. Elle fuit devant lui à travers la cité, Sans jamais, toutefois, en dépasser les bornes. |
| | Traduction littérale                                                                               | Traduction de Jacques Papy |

Armoiries de la ville d'Amiens.

En France, la licorne figure dans les armoiries de la ville d'Amiens et est l'emblème de l'Amiens Sporting Club, club de football professionnel de cette même ville, en Picardie. Elle est représentée sur le logo du club, qui dispute ses matches à domicile au stade de la Licorne. La licorne est également présente dans le blason de la ville normande de Saint-Lô, et celui de la ville alsacienne de Saverne, qui a inspiré une célèbre brasserie.
En Suisse, la licorne figure dans les armoiries de la commune de Wattwil, canton de Saint-Gall.
Avec le développement de l'imprimerie, la licorne devient l’animal le plus représenté sur les filigranes de papier, et le plus répandu après le phénix dans les marques et les enseignes d’imprimeurs, dans toute l’Europe. Bruno Faidutti suppose qu'elle symbolise la pureté du papier, et donc celle des intentions de l'imprimeur.

## Dans la culture populaire

La licorne rose invisible.

La licorne reste une source d'inspiration pour les auteurs et créateurs de culture populaire, notamment d’œuvres relevant des littératures de l'imaginaire, du cinéma de fantasy, du merveilleux, du fantastique et du jeu de rôle sur table.
Dans La Fille du roi des Elfes de Lord Dunsany, la rencontre avec des licornes marque l'entrée d'un royaume enchanté. Dans The Last Unicorn (La Dernière Licorne ), roman de fantasy de l'Américain Peter S. Beagle publié en 1968, une licorne vit paisiblement dans sa forêt lorsqu'elle entend deux chasseurs dire qu'elle serait la dernière. Elle part à la recherche d'autres licornes, affronte une sorcière, est métamorphosée en femme, et retrouve son apparence origienlle au terme d'un combat contre un taureau de feu. Elle libère ses semblables avant de regagner sa forêt. L'adaptation en film d'animation du roman est sortie en 1982. D'après André-François Ruaud, cette œuvre oscillant entre merveilleux et naïf rencontre un « succès renversant », bien qu'il faille attendre trente ans pour la parution de sa traduction française.
La licorne peut aimer un compagnon : elle ne supporte pas un cavalier.
Dans Les Dames à la licorne, publié en 1974, René Barjavel et Olenka de Veer imaginent que Foulques Ier d'Anjou a épousé une licorne, dont sont issus les rois d'Angleterre et d'Europe. Le Signe de la Licorne de Roger Zelazny s'inscrit dans le cycle des Princes d'Ambre. Le monde de Narnia compte des licornes ; dans Le Lion, la Sorcière blanche et l'Armoire magique, premier film de la série d'adaptation sorti en 2005, Peter Pevensie monte une licorne durant la première bataille. Anne McCaffrey a créé une série de science-fiction autour d'Acorna, une licorne humanoïde trouvée dérivant dans un vaisseau spatial. D'après un article de NooSFere, les licornes des romans de l'imaginaire « n'échappent pas totalement à la fatalité de la violence, car elles ne sont évoquées que dans des contextes tragiques ». Ainsi, dans le premier tome de la saga Harry Potter, le meurtre des licornes fait découvrir la présence de Voldemort ; les licornes de cet univers de fiction se distinguent par les propriétés de leur sang, qui est un élixir de longue vie.
En bande dessinée, Le Secret de La Licorne, dans la série de Tintin par Hergé, renvoie à un navire nommé La Licorne, dont la figure de proue représente une telle créature. Unico, un manga d'Osamu Tezuka, met en scène une petite licorne possédant de nombreux pouvoirs magiques, qu'elle emploie en faveur d'une personne qui l'aime et qu'elle aime en retour.
Au cinéma, L'Enfant et la Licorne de Carol Reed (1955) évoque les croyances enfantines. Dans le film de Blade Runner (1982), le personnage principal rêve d'une licorne, équivalent du mouton électrique évoqué dans le texte. Les licornes du film Legend (1985), qui en sont l'un des sujets principaux, sont jouées par de fins chevaux blancs ; symbolisant l'équilibre entre le bien et le mal, elles vivent dans les forêts et au bord des rivières ; c'est grâce à une corne de licorne que le démon Darkness est vaincu. Nico la licorne est, à l'origine, un roman jeunesse américain de Franck Sacks paru en 1996, dont a été tiré un film en 1998. Il raconte l'histoire d'un jeune garçon de onze ans handicapé depuis un accident de voiture, qui sauve une ponette d'un cirque, laquelle donne naissance à une licorne douée de pouvoirs magiques. Dans U, film d'animation français sorti en 2006, la découverte de l'amour sépare une jeune fille de sa licorne.
À la télévision, She-Ra, la princesse du pouvoir présente Éclair, le cheval d'Adora qui se transforme en Fougor, licorne ailée douée de parole. La série d'animation américaine Princesse Starla et les Joyaux magiques montre des adolescentes chevaliers d'Avalon montant des licornes. Dans My Little Pony, les licornes sont l'une des trois races principales peuplant le monde d'Equestria, avec les poneys et les pégases. Dans l'univers de Pokémon, Galopa est proche d'une licorne de feu.
La licorne fait partie du bestiaire des jeux de rôle. Inclus au bestiaire de Donjons et Dragons, un numéro de Dragon magazine distingue une espèce principale, la licorne sylvestre, et dix sous-espèces. La plupart vivent pour protéger les forêts, leurs capacités proviennent de leur corne. La licorne est l'une des montures des elfes sylvains dans l'univers de Warhammer.
Ces dernières années, la licorne est particulièrement représentée dans la culture internet, souvent de manière parodique, comme en témoignent le culte de la Licorne rose invisible (parodie de religion, reposant sur le paradoxe selon lequel la licorne est à la fois rose et invisible), les web séries décalées Charlie the Unicorn et Planet Unicorn, les œuvres dérivées de My Little Pony : Les amies, c'est magique ou encore l'univers de Robot Unicorn Attack, jeu vidéo de plates-formes très kitsch développé en Flash, qui semble directement tiré d'un rêve de petite fille. Son image subit une déchéance symbolique depuis les années 1980, les licornes perdant la richesse de leur légende originelle dans les productions de culture populaire. Elles sont perçues comme des créatures mièvres, qui font fantasmer les petites filles. Dans le langage courant, le mot « licorne » est devenu une métaphore de l'extraordinaire.